# La gepa
La Gepa va ser el nom que els pilots aliats van donar durant la Segona Guerra Mundial a l'extrem oriental de les muntanyes de l'Himàlaia sobre les quals van fer volar avions de transport militar de l'Índia a la Xina per reabastir l'esforç de guerra xinès de Chiang Kai-shek i les unitats dels Forces Aèries de l'Exèrcit dels Estats Units (USAAF) amb seu a la Xina. La creació d'un pont aeri va presentar a la USAAF un repte considerable el 1942: no tenia unitats entrenades o equipades per moure càrrega, i no hi havia cap aeròdrom al teatre de Xina Birmània Índia (CBI) per basar el gran nombre d'avions de transport que es necessitarien. Volar sobre l'Himàlaia era extremadament perillós i es feia més difícil per la manca de cartes fiables, l'absència d'ajudes per a la navegació per ràdio i la manca d'informació sobre el temps.
La tasca es va donar inicialment a la Desena força aèria de l'USAAF, i després al seu  comandament de transport aeri (ATC). Com que la USAAF no tenia experiència prèvia en transport aeri com a base per a la planificació, va assignar comandants que havien estat figures clau en la fundació de l'ATC el 1941-1942 per construir i dirigir l'operació, que incloïa antics civils amb una àmplia experiència executiva operant transportistes aeris civils.
Originalment anomenat "ferri Índia-Xina", les organitzacions successives encarregades de dur a terme el pont aeri van ser el Comandament Assam-Birmania-Xina (abril-juliol de 1942) i el Comandament de ferris Índia-Xina (juliol–desembre de 1942) de la Desena Força Aèria; i l'Ala Índia-Xina del Comandament del Transport Aeri (desembre de 1942–juny de 1944) i la Divisió Índia-Xina (juliol de 1944 – novembre de 1945).
L'operació va començar l'abril de 1942, després que les forces japoneses bloquegessin la carretera de Birmània, i va continuar diàriament fins que es va reduir a partir de l'agost de 1945. Va adquirir la majoria dels seus oficials, homes i equipament de l'USAAF, augmentat per l'exèrcit britànic, britànic-indi i la Commonwealth. forces, bandes laborals birmanes i una secció de transport aeri de la Corporació d'Aviació Nacional de la Xina (CNAC). Les operacions finals es van fer el novembre de 1945 per retornar el personal de la Xina.
El pont aeri Índia-Xina va lliurar aproximadament 650.000 tones de material a la Xina a un gran cost en homes i avions durant els seus 42 mesos d'història. Pels seus esforços i sacrificis, l'ala Índia-Xina de l'ATC va rebre la  Citació d'Unitat Presidencial el 29 de gener de 1944 sota la direcció personal del president Franklin D. Roosevelt, el primer guardó d'aquest tipus concedit a un no organització de combat.

## Antecedents: el dilema de l'oferta de la Xina
L'èxit de l'estratègia dels aliats "Europa primer" va suposar mantenir la Xina en la guerra, lligant més d'un milió de tropes japoneses que, d'altra manera, podrien amenaçar l'ofensiva estratègica aliada al Pacífic. La invasió japonesa de la Indoxina francesa va tancar totes les rutes d'accés marítim i ferroviari per subministrar material a la Xina excepte a través del Turquestan a la Unió Soviètica. Aquest accés va acabar després de la signatura del Pacte de neutralitat soviètic-japonès l'abril de 1941, i la carretera de Birmània es va convertir en l'única ruta terrestre. El ràpid èxit de les operacions militars japoneses al sud-est asiàtic va amenaçar aquesta línia de vida, i va provocar la discussió d'una ruta de servei de càrrega aèria des de l'Índia ja el gener de 1942. El ministre d'Afers Exteriors de Chiang, T.V. Soong, va estimar que es podrien lliurar 12.000 tones de material mensualment per avió des de l'Índia si es destinave 100 transports del tipus C-47 Skytrain per a un pont aeri. El major general de la Força Aèria Xinesa Mao Bangchu es va encarregar de dirigir l'exploració de rutes aèries adequades sobre el perillós Himàlaia el 1941, i el pilot de la CNAC Xia Pu va realitzar el primer vol des de Dinjan, Índia, a Kunming, Xina, durant el novembre d'aquell any en què s'havia de convertir en la ruta ara coneguda com "la Gepa".
El 25 de febrer de 1942, el president Roosevelt va escriure al general George C. Marshall que "és de la màxima urgència que el camí cap a la Xina es mantingui obert", i va comprometre deu transports C-53 Skytrooper per al lliurament en préstec-arrendament a la CNAC per construir el seu capacitat per a 25 avions. Quan la desena Força Aèria recentment creada va obrir el seu quarter general a Nova Delhi sota el comandament del major general Lewis H. Brereton el març de 1942, se li va assignar la responsabilitat de desenvolupar un "ferri Índia-Xina" utilitzant tant els avions xinesos com els dels Estats Units. Encara que mai se li va donar autoritat de comandament sobre avions o personal, l'oficial responsable del ferri Índia-Xina era el cap d'estat major de Brereton. El general Earl L. Naiden, que va ocupar aquesta responsabilitat fins a mitjans d'agost.
Des del seu inici, la ruta aèria es va basar en l'operació de dues branques, no oficialment considerades "comandaments": un "Comandament Trans-Índia" des dels ports occidentals de l'Índia fins a Calcuta, on la càrrega seria transbordada per ferrocarril a Assam; i el "Comandament Assam-Birmania-Xina", una ruta des de bases d'Assam fins al sud de la Xina. L'esquema original preveia que els aliats mantenien el nord de Birmània i utilitzaven Myitkyina com a terminal de descàrrega per enviar subministraments en barcassa riu avall fins a Bhamo i traslladar-los a la carretera de Birmània. No obstant això, el 8 de maig de 1942 els japonesos es van apoderar de Myitkyina que, juntament amb la pèrdua de Rangún, van tallar efectivament l'accés aliat a la carretera de Birmània. Per mantenir el subministrament ininterromput a la Xina, els Estats Units i altres líders aliats van acordar organitzar un esforç continu de reabastament aeri directament entre Assam i Kunming.

## Història del transport aeri

### Haynes, 1942

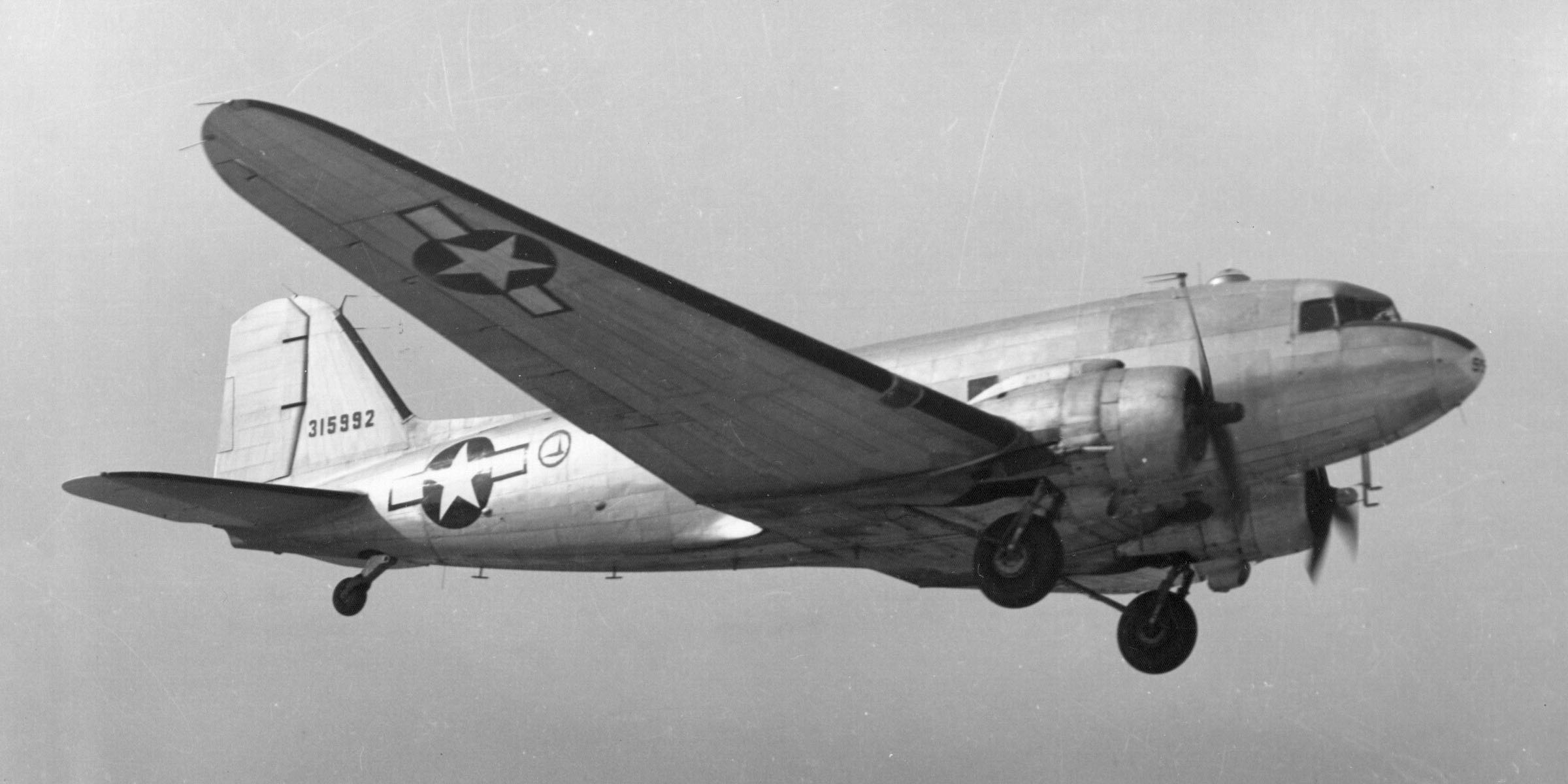
C-47 Skytrain

La Desena Força Aèria es va veure obstaculitzada per una desviació constant d'homes i avions cap a Egipte, on l'Alemanya nazi amenaçava amb apoderar-se del canal de Suez. El seu comandament del servei aeri encara estava en ruta amb vaixell des dels Estats Units, el que el va obligar a obtenir avions i personal per al ferri Índia-Xina de qualsevol font disponible. Deu antics DC-3 i tripulacions de vol de la Pan American World Airways van ser enviats des de la ruta de ferri transafricana per equipar la nova operació. 25 altres DC-3 requisats a American Airlines als Estats Units no es van poder traslladar a l'Índia per manca de tripulació, i posteriorment es van integrar en el complement del primer grup de transport compromès amb el pont aeri.
L'estructura de comandament del ferri Índia-Xina es va fracturar després que els oficials superiors de l'Índia i Birmània fessin reclamacions de jurisdicció en competència, amb part de l'autoritat donada al general Joseph Stilwell com a comandant del teatre CBI i una part restant amb la Desena Força Aèria, que també havia rebut l'ordre de Marshall de "cooperar quan ho demanés" amb els britànics en la defensa de l'Índia. El moviment per mitjà de transport terrestre de subministraments que arribaven des dels Estats Units al port de Karachi fins als aeròdroms, així com la construcció de la infraestructura necessària per donar suport a l'operació, van ser responsabilitat dels Serveis de Subministrament de l'exèrcit dels Estats Units , comandats en el CBI del major general Raymond A. Wheeler. El pont aeri va ser l'últim tram d'un viatge de 12.000 milles (19.000 km) des de Los Angeles a la Xina que sovint durava quatre mesos.
El 23 d'abril de 1942, el coronel Caleb V. Haynes, un futur comandant del grup de bombardeig, va ser assignat al comandament de la branca Assam-Kunming del ferri Índia-Xina, anomenat Comandament del ferri Assam-Birmania-Xina. El coronel Robert L. Scott, un pilot de persecució que esperava una assignació a la Xina, va ser assignat com a oficial d'operacions i un mes més tard com a oficial executiu. Haynes va ser una opció fortuïta per ser el primer comandant del pont aeri, ja que acabava de completar una tasca com a subordinat clau del Brig. General Robert Olds. Olds i el seu personal havien fundat el Comandament de Ferri del Cos Aeri el juny de 1941 i van ser pioners en el transport aeri militar a l'estranger, inclòs l'ús de la ruta aèria de l'Atlàntic Sud per la qual avions, personal i càrrega arribarien a l'Índia des dels Estats Units. No obstant això, en el moment en què es va concebre el ferri Índia-Xina, el Comandament de Ferri del Cos Aerino estava preparat per planificar, controlar o executar aquesta operació. La seva organització formal era mínima, no tenia unitats pròpies i els seus pocs avions es comprometien a establir rutes de transport aeri. Al juny, però, el Comandament de Ferri del Cos Aerihavia començat una reestructuració molt ampliada en temps de guerra, i es va convertir en el Comandament del Transport Aeri l'1 de julio.
La primera missió "sobre la gepa" va tenir lloc el 8 d'abril de 1942. Volant des de l'aeròdrom de la Royal Air Force a Dinjan, el tinent coronel William D. Old va utilitzar un parell dels antics Pan Am DC-3 per transportar 8.000 galons nord-americans (30.000 litres) de combustible d'aviació destinat a proveir els atacants de Doolittle. L'enfonsament de la resistència aliada al nord de Birmània el maig de 1942 va significar una major desviació del ja minúscul esforç aeri. El Comandament de Ferri del Cos Aeri va proveir l'exèrcit en retirada de Stilwell i va evacuar els seus ferits, mentre establia un servei aeri regular a la Xina utilitzant deu DC-3 prestats, tres C-47 de l'USAAF, i 13 C-53 i C-39 de la CNAC. Només dos terços dels avions estaven en servei en qualsevol moment. Dinjan estava a l'abast dels caces japonesos ara basats a Myitkyina, forçant les operacions de manteniment durant tota la nit i els enlairaments abans de l'alba dels avions de subministrament indefensos. L'amenaça d'intercepció també va obligar el Comandament de Ferri del Cos Aeri a volar una ruta difícil de 500 milles (800 km) cap a la Xina sobre l'ascens de l'Himàlaia oriental, que es va conèixer com la "Gepa alta", o més simplement, "La Gepa".

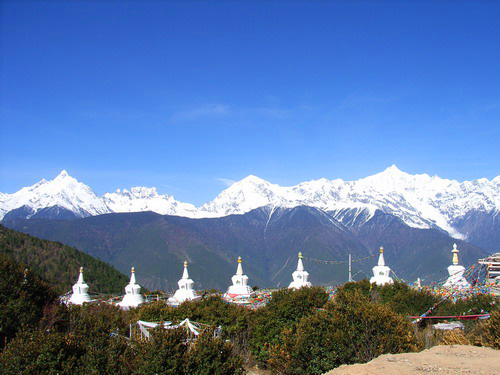
Muntanyes de neu de Meili, fita destacada a la gepa alta

La història oficial de les Forces Aèries de l'Exèrcit afirma:
| « | El fons de la vall del Brahmaputra es troba a 90 peus (27 m) sobre el nivell del mar a Chabua. A partir d'aquest nivell, la paret de la muntanya que envolta la vall s'eleva ràpidament a 10.000 peus (3.000 m) i més. Volant cap a l'est fora de la vall, el pilot primer va superar la serralada Patkai, després passa per sobre de la vall superior del riu Chindwin, limitada a l'est per una carena de 14.000 peus (4.300 m), les muntanyes Kumon. Després travessa una sèrie de pics de 14.000 a 16.000 peus (4.300 a 4.900 m) separats per les valls dels rius Irrawaddy occidental , Irrawaddy oriental, Salween i Mekong. La "Gepa" principal, que va donar nom a tota la impressionant massa muntanyosa i a la ruta aèria que la travessava, era la serralada de Santsung, sovint de 15.000 peus (4.600 m) d'alçada, entre els rius Salween i Mekong. A l'est del Mekong, el terreny es va tornar decididament menys accidentat i les elevacions més moderades a mesura que un s'acostava al camp d'aviació de Kunming, a 1.900 m (6.200 peus) sobre el nivell del mar. | » |

Les condicions meteorològiques desfavorables al llarg de la ruta van ser un factor important que va contribuir a la seva dificultat:
| « | La ruta Assam-Kunming...[estava situada]...al mig de...tres masses d'aire eurasiàtiques que es van agitar i es van combinar per la presència dels mateixos Himàlaia. L'aire càlid humit de l'oceà Índic cap al sud va produir una alta pressió que va escombrar cap al nord, mentre que l'aire fred i sec de Sibèria es va desplaçar cap al sud. Aquests mínims i màxims eren extrems, produint vents violents... i quan aquests vents van colpejar la massa inamovible que era la serralada més alta del món, van disparar cap amunt a velocitats sorprenents fins que es van refredar i després es van precipitar cap avall amb corrents aterridors que van llançar avions. cap a la terra a ritmes de descens estupefaents... La turbulència dins de la massa de núvols va ser severa; els pilots van informar que les ràfegues els van capgirar, mentre que molts altres no van poder informar de res perquè van desaparèixer. La calamarsa, la nevisca i les pluges torrencials van assotar l'avió. Les tempestes es van crear de sobte...[en]...un món opac que no només significava cap visibilitat, sinó que sovint significava glaçada. Els cims de la Gepa estaven esperant; els pilots els anomenaven "cumulo-granitus... | » |

El punt de vista d'un tripulant veterà que va volar la Gepa es va descriure en un reportatge per a un diari local anys després:
| « | ... Que no hi hagi dubtes al respecte! Volar la Gepa era un negoci arriscat. La ruta aèria va conduir primer als contraforts de l'Himàlaia i finalment a les muntanyes, entre el nord de Birmània i l'oest de la Xina, un espai aeri on les turbulències i el temps abominable eren la norma. Jutgeu per vosaltres mateixos: [el nom de] un dels cims sobre els quals van sobrevolar traduït a l'anglès com la "Muntanya del Cap d'Elefant Tallat", perquè "quan els elefants utilitzen una pista de joc al seu costat, en un lloc han de girar una cantonada tan pronunciada que els seus ullals rasquen solcs a la roca". ... | » |

Els innombrables problemes amb el sistema ferroviari indi van fer que els avions assignats al pont aeri sovint transportessin la seva càrrega des de Karachi fins a la Xina, mentre que molta càrrega trigava a arribar a Assam des de Karachi com el viatge de dos mesos en vaixell des dels Estats Units. Les carreteres i els sistemes fluvials de l'Índia estaven tan poc desenvolupats que no podien donar suport a la missió, deixant l'aire com l'única manera viable de subministrar la Xina de manera oportuna.
Les primeres tripulacions i avions dels Estats Units van anar al 1r Grup de Ferris,  arribant el 17 de maig a la seva base al Cantonament de New Malir prop de Karachi. El grup es va activar a l'Índia al març sense personal ni equipament i va ser assignat al control operacional de la Desena Força Aèria davant les objeccions del comandant de l'ATC, que temia que els seus avions i tripulació fossin dirigits a unitats de combat, cosa que va fer en fet es produeix de vegades. Les aeronaus van continuar arribant en petits increments fins a l'octubre amb tripulacions de vol formades per pilots de línies aèries que tenien comissions de reserva del Cos Aeri que havien estat cridats per al servei actiu específicament per a l'assignació Índia-Xina, i navegants, enginyers i radio-operadors de les escoles de formació de l'equip tècnic de l'USAAF. Durant la resta de 1942, els 62 C-47 del 1r Grup de Ferri van ser l'eix vertebrador del pont aeri, volant ambdues branques de l'operació des de Karachi fins a l'agost, quan va començar un trasllat de tres mesos a Assam.
En els dos primers mesos del pont aeri, la USAAF va lliurar només 700 tones de càrrega i la CNAC només 112 tones, i el tonatge va caure tant al juny com al juliol, sobretot a causa de l'inici total del monsó d'estiu. Al juliol, la CNAC va quadruplicar el seu tonatge fins a 221 tones, però els C-47 10AF només van portar 85 tones netes  de material i personal a la Xina.

### Tate, 1942
El 17 de juny de 1942, Haynes va continuar cap a la Xina per assumir una missió com a comandant de bombarders de la Força de Treball Aeri Xina, l'apèndix oriental de la Desena Força Aèria comandada pel brigadier general Claire L. Chennault. Scott va ser deixat al comandament durant diversos dies abans que ell també rebé l'ordre a la Xina per comandar el primer grup de caces nord-americà a la CATF. El 22 de juny el coronel Robert F. Tate (que com Haynes era un oficial de bombardeig) va ser nomenat per substituir Haynes, però també estava a càrrec del Comandament Trans-Índia a Karachi i va romandre en aquesta capacitat. El tinent coronel Julian M. Joplin, actuant sota la direcció de Naiden, va comandar, per a tots els efectes pràctics, les operacions entre l'Índia i la Xina fins al 18 d'agost. Tate va prendre el comandament real el 25 d'agost, quan Naiden es va veure obligat a tornar als Estats Units, , encara que com Naiden va delegar la direcció de les operacions de transport aeri a Joplin. A partir del 15 de juliol de 1942, les dues branques del ferri Índia-Xina es van fusionar amb el Comandament del Ferri Índia-Xina , un component organitzat de la Desè Força Aèria.

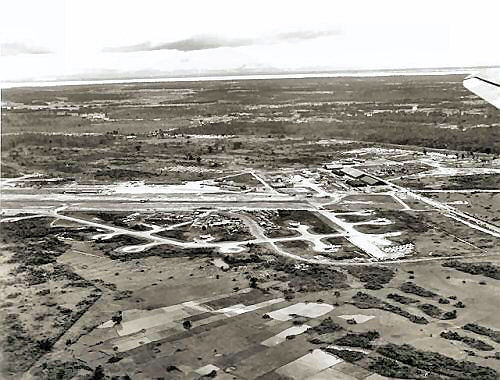
Camp d'aviació de Chabua. La línia blanca a la part superior és el riu Brahmaputra.

Tate va quedar immediatament i greument discapacitat quan els millors pilots i 12 avions del pont aeri van anar cap a l'oest a Egipte amb Brereton el 26 de juny. Malgrat l'ús del 1r Grup de Ferri, l'acumulació del pont aeri va créixer molt lentament durant el monsó d'estiu. L'ús excessiu del petit nombre d'avions disponibles, el manteniment irregular i la manca de peces de recanvi van portar a nombroses posades a terra fins que es poguessin efectuar revisions. En particular, la manca de pneumàtics de recanvi i motors de recanvi va frenar les operacions fins i tot després que vuit dels C-47 enviats a l'Orient Mitjà tornessin a l'agost. Durant un breu temps, els motors destinats als caces P-43 de la Força Aèria Xinesa es van adaptar per al seu ús en els C-47, però el subministrament d'aquests va resultar petit.
Tot i que tres bases construïdes pels britànics a les plantacions de te a Chabua, Mohanbari, i Sookerating es van declarar operatives l'agost de 1942, i la construcció d'una quarta va començar a Jorhat, no s'esperava que cap estigués preparada per a operacions amb condicions meteorològiques de qualsevol mena abans de novembre o desembre a causa dels problemes amb la mà d'obra autòctona no qualificada i la manca d'arribada de l'equip pesat promès dels Estats Units. Durant les pluges monsòniques, Dinjan va romandre la principal base de transport. Els lamentables resultats del transbordador Índia-Xina fins a aquest punt van portar a una proposta a Washington de lliurar el control de l'operació completament a la CNAC, que posaria el personal militar nord-americà en una zona de combat sota control civil estranger. Stilwell es va oposar enèrgicament i amb èxit al pla. Va reforçar la seva posició insistint que la CNAC llogués els seus C-53 i les tripulacions que participen en el pont aeri a la USAAF per assegurar-se que només portarien càrrega essencial i no activitat comercial. Les pèrdues de transports van augmentar bruscament, amb la primera pèrdua per accident del pont aeri el 23 de setembre de 1942, presumiblement per gel.
La protecció de la línia de subministrament aeri es va convertir en la missió principal de la Desena força aèria. Quan va acabar el monsó d'estiu, s'esperava que els japonesos intentessin tallar l'última connexió que quedava amb la Xina, i encara que el CATF del 10AF era adequat per a la defensa de l'extrem oriental, s'havia fet poc per crear una defensa antiaèria al voltant dels quatre aeròdroms d'Assam. El 51è Grup de Caces era nominalment responsable de la protecció dels caces, però dos dels seus tres esquadrons havien estat despullats dels seus avions i personal al juliol per equipar el tercer esquadró del grup i completar el recentment activat 23è Grup de Caces, tots dos a la Xina amb el CATF. El 51è Grup va romandre a Karachi esperant avions i personal. Les sol·licituds de més canons antiaeris, un esquadró meteorològic i ràdios i equips de comunicacions fixes per a un sistema d'alerta primerenca es van aprovar immediatament, però no es van complir per diverses raons. La Força Operativa Aèria Índia, la força de combat occidental de la Desena Força Aèria, es va activar el 3 d'octubre amb nou esquadrons, cap totalment operatiu. Haynes va ser ascendit a general de brigada i posat al comandament. El 51è Grup havia estat reequipat amb P-40, però tenia pilots entrenats suficients per només un esquadró, que Haynes va enviar a Dinjan.
L'atac aeri tant esperat dels japonesos va tenir lloc a la tarda del 25 d'octubre. 100 bombarders i caces, bombardeig des de 10.000 peus (3.000 m) i metrallament des de 100 peus (30 m), van aconseguir una sorpresa total. L'única defensa proporcionada va ser de tres P-40 a l'altura en patrulla i sis més que van enlairar i van perseguir. Dinjan i Chabua van ser fortament bombardejats, amb nou transports i vint caces destruïts o molt danyats per metrallament de baix nivell. L'endemà, Sookerating va ser metrallat per 30 caces, de nou sense previ avís, però els danys es van limitar a un únic edifici d'emmagatzematge que contenia aliments i subministraments mèdics. Una tercera incursió va colpejar Chabua el 28 d'octubre però va perdre el camp completament. La Força Operativa Aèria Índia havia realitzat missions de reconeixement sobre l'aeròdrom capturat a Myitkyina durant tot l'estiu, però els japonesos van muntar les incursions des de Lashio o bases al sud de Birmània, equipant els seus caces amb dipòsits de combustible externs.
Haynes va respondre traslladant l'altre esquadró del 51è Grup a Sookerating, mentre que la Comissió Aèria de la Xina va rebre l'ordre de llançar una sèrie d'atacs de B-25 contra Lashio. Tot i que Chennault va complir, no creia que els atacs japonesos s'originessin allà i la fractura entre ell i la Desena força aèria es va fer més gran. Sigui com fos, les incursions japoneses no es van repetir el 1942. El juny de 1943, després de petites incursions esporàdiques durant l'estació seca, tota la força de caces de la Comissió Aèria de l'Índia, que ascendia a menys de 100 P-40, es va organitzar com el Comandament de la Base Aèria Americana d'Assam (més tard la 5320a Ala de Defensa Aèria, Provisional), específicament per protegir el aeròdroms d'Assam.

### Alexander, 1942–43
El pont aeri va ser avaluat per l'USAAF l'octubre de 1942 i les actituds dels comandants de la Desena Força Aèria respecte a la viabilitat de l'operació es van caracteritzar com a "derrotistes". Les condicions de vida de les tripulacions de vol de transport aeri i del personal de suport, especialment a Dinjan, van ser descrites com " amb molt les pitjors de tot el teatre", amb casernes primitives, sanejament deficient, mala alimentació i instal·lacions d'embolic, malaltia generalitzada i manca d'esbarjo. L'apatia es va estendre i la moral va baixar fins a un "punt perillós", amb la sensació entre les tropes que, com a part de la Desè Força Aèria, eren "fills il·legítims".
Després de revisar l'avaluació, el Comandament del Transport Aeri el 13 d'octubre es va oferir a fer-se càrrec de l'operació. Vuit dies després se'ls va ordenar que ho fes a partir de l'1 de desembre de 1942, i va activar l'Ala ATC Índia-Xina (India-China Wing ATC - ICWATC), comandat pel coronel (posteriorment general de brigada) Edward H. Alexander, que era l'oficial aeri de Stilwell. Igual que Haynes, Alexander havia estat un membre fundador de l'ATC el 1941 com a oficial executiu del Comandament de Ferri. L'ICW va informar directament al cap d'estat major de l'ATC a Washington, DC, el coronel (posteriorment major general i comandant adjunt de l'ATC) Cyrus R. Smith (sota la supervisió de la seu de la USAAF), posant fi a la divisió d'autoritats sota la qual l'Índia-Xina El comandament del ferri havia treballat. El 1r Grup de Ferry va ser retornat a l'ATC i va ser redesignat com el 1r Grup de Transport. Els seus 76 C-47 es van augmentar el gener de 1943 amb l'addició de tres transports Consolidated C-87 Liberator Express (un derivat del B-24 Liberator), que van augmentar a 11 al març i un total previst de 50 a finals del estiu.
El comandant general de l'USAAF Henry H. Arnold va observar de primera mà els perills de "volar la gepa" el febrer de 1943 quan la tripulació de combat que volava Argonaut, el B-17 que transportava el seu grup, es va perdre quan volaven a Kunming després de la Conferència de Casablanca. A partir de les seves experiències, Arnold va escriure més tard:
| « | Un transport C-87 Liberator ha de consumir tres tones i mitja de gasolina de 100 octans que vola la Gepa sobre les muntanyes de l'Himàlaia entre l'Índia i Kunming (per aconseguir) quatre tones fins a la Catorzena Força Aèria. Abans que un grup de bombardeig pugui fer una única missió als seus B-24 Liberators, ha de volar la Gepa quatre vegades per acumular els seus subministraments. | » |

Amb l'inici de fortes pluges monsòniques al març, l'operació ATC es va reduir a operar des de l'única base per a tot temps a Chabua (la base de la RAF a Dinjan ara estava ocupada per la CNAC i l'únic grup P-40 de la Desena Força Aèria), però amb un escassetat crítica de tripulacions de vol, fins i tot el modest objectiu de l'ATC de 4.000 tones al mes era impossible d'assolir. El 308è Grup de Bombardament va arribar a la seva base a Kunming el 31 de març de 1943 i va començar dos mesos d'operacions de "gepa inversa", fent viatges d'anada i tornada a l'Índia per adquirir la gasolina, bombes, peces i altre material que necessitava per emmagatzemar abans de realitzar volador missions de combat. Utilitzant kits desenvolupats pel South India Air Service Command Depot, va convertir els seus B-24 Liberators en transports de combustible per dur a terme la tasca. El 308è camp d'aviació de Chabua usat ja estava ple de més de 80 transports ICW, i la seva pista lleugerament construïda aviat es va "anar a trossos" sota el pes dels bombarders. Jorhat tenia pistes més fortes, però les seves vies de rodada encara estaven sense pavimentar, la qual cosa la feia inadequada per a avions de quatre motors. Tant Sookerating com Mohanbari havien de tenir pistes de formigó sòlides capaços de manejar tots els avions, però cap encara estava pavimentada i les pluges monsòniques les van fer inoperables.

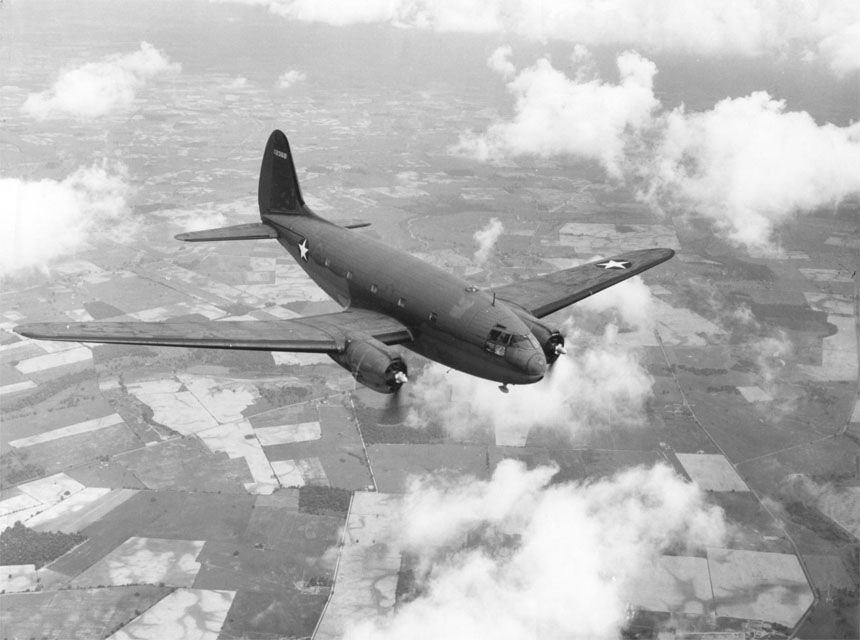
Curtiss C-46 Commando

El primer dels trenta Curtiss C-46 Commandos (un transport de càrrega no provat el rendiment del qual era significativament superior al C-47 en capacitat de càrrega i sostre) va arribar a l'Índia el 21 d'abril de 1943. Al maig, el 22è Grup de Ferri  va començar les operacions del C-46 des de la base encara inacabada de Jorhat, que tenia una pista de formigó. Al juny, tot i que els britànics —i més tard els serveis de subministrament de l'exèrcit nord-americà— no van poder completar la construcció de pistes de tot temps a Mohanbari i Sookerating, l'activació dels 28è, 29è, i 30è Els grups de transport van continuar, un intent d'ampliar el paper de la C-46 per complir els nivells de tonatge previst.
La greu escassetat de tripulacions va provocar que Alexander demanés personal addicional. El "Projecte 7" va ser creat per ATC a finals de juny per fer volar prop de 2.000 homes, 50 transports i 120 tones de material des de Florida fins a l'Índia. Malgrat això, el tonatge de juliol era menys de la meitat del seu objectiu. Els aeròdroms no estaven a punt de finalitzar, gairebé tots els nous pilots havien estat pilots instructors d'un sol motor, personal i equips de manteniment especialitzats havien estat enviats per vaixell i les complexitats del nou C-46 s'havien fet evidents. La calor abrasadora i les pluges torrencials del monsó d'estiu van completar el soscat dels objectius ambiciosos. El treball endarrerit en els camps existents va donar lloc a la intervenció de Marshall en la qual va ordenar a Wheeler que els serveis de subministrament completessin el treball abans de l'1 de juliol i va emetre una data límit l'1 de setembre de 1943 per tenir tres camps addicionals preparats per a les operacions, però la construcció d'un aeròdrom els problemes no es van superar durant diversos mesos.

### Hoag i Hardin, 1943–44

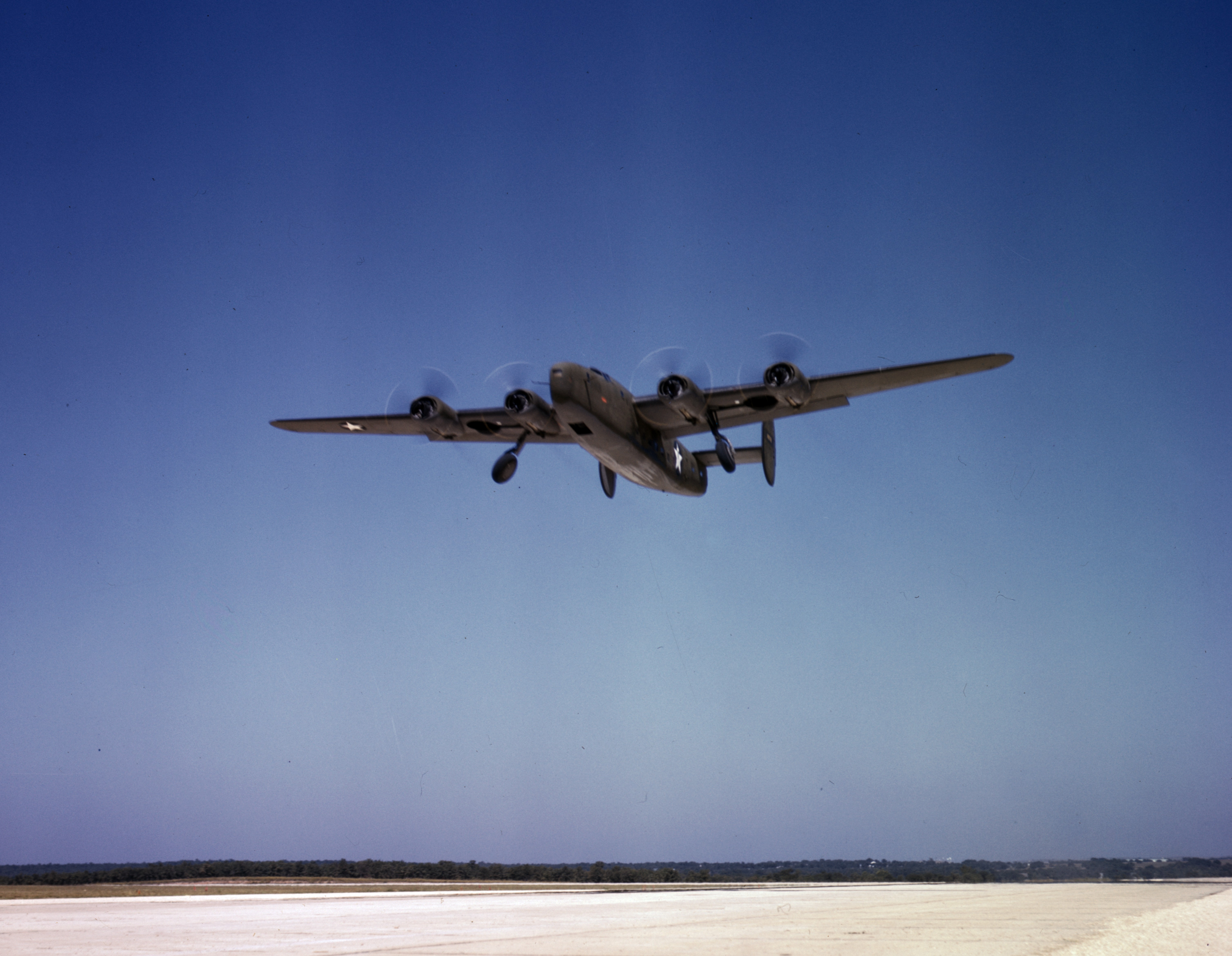
Un transport C-87 enlairant-se

En la seva reunió amb Arnold, Chiang va advertir que el preu de la cooperació de la Xina amb Stilwell per reconquerir Birmània era una força aèria de 500 avions i el lliurament per pont aeri de 10.000 tones al mes. Al maig de 1943, a la Conferència del Trident, el president Roosevelt va ordenar a l'ATC que lliurava 5.000 tones al mes a la Xina al juliol; 7.500 tones a l'agost; i 10.000 tones el setembre de 1943. Això va passar quan Marshall i Arnold van enviar el major general George E. Stratemeyer, el cap d'estat major aeri, en una missió especial a l'Índia per observar les operacions de l'ICWATC i informar amb recomanacions. De la mateixa manera, Eddie Rickenbacker va volar la Gepa en un C-87 per arribar a la Xina durant la seva missió d'investigació a l'Extrem Orient i la Unió Soviètica, i tant ell com Stratemeyer van trobar que el rendiment de l'ICW era seriosament deficient. Mentre que ICW transportava més tonatge en virtut de tenir gairebé deu vegades més avions que CNAC, la meitat d'ells amb una capacitat de càrrega més gran, el transport xinès era molt més eficient en tonatge aixecat per avió, per un factor de 2,5 a 1. La causa principal del fracàs de l'ATC va ser la completa inadequació de les instal·lacions del seu camp d'aviació, però altres factors importants van ser un rendiment insatisfactori per part del personal de manteniment d'avions aclaparat que va posar a terra un centenar d'aeronaus per dia, predomini de pilots inexperts (sobretot en comparació amb els de CNAC) i escassetat d'ajudes de ràdio i navegació en els transports ATC. Rickenbacker i el comandant general de la desena força aèria Clayton L. Bissell van recomanar el retorn de l'operació al comandament del teatre, però Stratemeyer no hi va estar d'acord, igual que el major general Howard C. Davidson, que estava a punt de substituir Bissell al comandament de l'10AF i havia fet una gira d' inspecció pròpia al juny.
La frustració pel fracàs de l'ICW per complir els objectius del Trident va portar a Arnold a enviar un altre equip d'inspecció a l'Índia el setembre de 1943, dirigit pel comandant de l'ATC, el major general Harold L. George. Acompanyant George hi havia el coronel Thomas O. Hardin, un antic executiu agressiu de la companyia aèria que ja havia estat un any a l'estranger com a cap del sector d'Àfrica Central de l'ATC. El 16 de setembre, George va reassignar immediatament a Hardin per comandar el nou sector oriental de l'ICW, per dinamitzar les operacions entre l'Índia i la Xina. Alexander va ser substituït al comandament de l'ICW pel Brig. El general Earl S. Hoag el 15 d'octubre. A més dels canvis de comandament, George va instituir la "Bola de foc", un vol exprés setmanal C-87 per a un assaig pel 26è Grup de Transport que transportava peces de recanvi crítiques per als transports del Dipòsit de comandament del servei aeri a Fairfield, Ohio, fins al dipòsit de servei ATC a Agra, Índia.
Els combatents japonesos amb seu al centre de Birmània van començar a desafiar la ruta de transport prop de Sumprabum al final del monsó d'estiu. El 13 d'octubre de 1943, un gran nombre de caces japonesos ajudats per observadors terrestres van esquivar les patrulles de caces nord-americanes i van abatre un C-46, un C-87 i un transport de la CNAC mentre en van danyar tres més. Malgrat la duplicació de les patrulles de caces dels Estats Units, intercepcions similars els dies 20, 23 i 27 d'octubre van abatre cinc C-46 més. Els pilots japonesos es van referir a abatre d'avions de transport vulnerables com tsuji-giri ("tallar a un estrany conegut casualment") o akago no te wo hineru ("torcer el braç d'un nadó"). A l'última de les intercepcions, una formació de B-24 en una missió Gepa inversa, confosa amb C-87, va reclamar que vuit caces abatuts. La Desena Força Aèria va començar immediatament els atacs als aeròdroms japonesos (Myitkyina va ser atacat 14 vegades abans de finals d'any, sobretot per estrafers i P-40 amb bombes de 1000 lliures ), i ICW va traslladar la seva ruta fins a Kunming fins i tot. més al nord. Només dos C-46 més van ser abatuts durant la resta de 1943, tots dos al desembre.
20 bombarders japonesos escortats per 25 caces van bombardejar els aeròdroms d'Assam el 13 de desembre de 1943 després de diversos dies de sondejar el sistema d'alerta primerenca sense fer cap atac. Malgrat un augment de les patrulles de caces i una alarma emesa, els defensors tenien només dotze minuts d'avís. Els interceptors nord-americans no van poder pujar a l'altitud de 18.000 peus (5.500 m) dels bombarders a temps per evitar el bombardeig, però només va causar danys lleugers. La força d'atac va ser perseguida i atacada, després es va enfrontar frontalment a les patrulles de caces que tornaven del nord de Birmània. Aparentment, les pèrdues greus dels assaltants van convèncer els japonesos de no repetir els atacs.
Hardin va alterar les operacions introduint missions nocturnes i negant-se a cancel·lar els vols programats a causa del clima advers o amenaça d'intercepció. Encara que les pèrdues per accidents i l'acció de l'enemic van augmentar, i els reemplaçaments de l'elevat nombre de C-46 perduts van cessar completament durant dos mesos, el tonatge lliurat va augmentar bruscament. L'operació finalment va superar el seu objectiu al desembre amb més de 12.500 tones lliurades a Kunming després que els nous C-46 carregats amb les tan necessàries peces de recanvi C-46 comencessin a arribar en quantitats adequades . A finals de 1943, Hardin tenia 142 avions en funcionament: 93 C-46, 24 C-87 i 25 C-47.

Citació Presidencial d'Unitat

El president Roosevelt va ordenar que s'atorgués la Citació Presidencial d'Unitat a l'ala Índia-Xina en reconeixement del seu servei. Hardin va rebre un mes de permís als Estats Units, va ascendir a general de brigada, i com a representant de l'ala va rebre el premi del general Arnold el 29 de gener de 1944, el primer atorgat a una unitat no combativa. Hardin va tornar a l'ala de la Xina de l'Índia el febrer de 1944, just quan el primer d'un degoteig de transports de quatre motors Douglas C-54 Skymaster va arribar al teatre. Amb un sostre de càrrega màxima de només 12.000 peus, els C-54 no van poder superar l'alta gepa. Els interceptors japonesos van bloquejar l'ús de les rutes en direcció est a altituds més baixes i els C-54 es limitaven de moment al moviment de mercaderies dins de l'Índia o als vols entre el CBI i els Estats Units continentals.
Hardin va avançar al comandament de l'ICW el 21 de març de 1944 quan Hoag va ser transferit al cap de l'ala europea de l'ATC. Un mes més tard, per donar a Hardin un contacte personal més proper amb el seu nombre creixent de bases aèries, ICW va canviar la seva seu de Nova Delhi a Rishra, al nord de Calcuta. Allà, al lloc de 40 acres (160.000 m2) del Hastings Jute Mill, Stratemeyer, ara tinent general i comandant de totes les forces de l'USAAF al CBI, va establir la base aèria de l'exèrcit d'Hastings com a quarter general de les Forces Aèries de l'Exèrcit del Teatre de l'Índia-Birmània, utilitzant un edifici de molí reconvertit de 8,5 acres (34.000 m2) per allotjar la seva seu, la del Comandament del Servei Aeri CBI i l'ICWATC. Sota Hardin, els tonatges van augmentar, però també ho van fer les expectatives i les frustracions; Les preocupacions sobre la moral i la seguretat van continuar afectant l'operació. Els primers 54 dies de 1944 es van perdre 47 transports. Es perdia un transport per cada 218 vols, una taxa d'accidents de 1.968 avions perduts per mil hores, d'una vida per cada 162 viatges realitzats o 340 tones lliurades.
El juny de 1944, després de la captura de la base de caces japonesa a Myitkyina i a instàncies del Brig. General William H. Tunner, el coronel Andrew B. Cannon va ser assignat per comandar l'ala d'Assam quan es va activar el mes següent. Tunner, que havia de convertir-se en comandant del transport aeri després de Hardin, va anticipar que el final de l'amenaça dels caces suposaria una afluència massiva de C-54 a l'operació Índia-Xina. Com Haynes, Alexander i Tunner, Cannon havia estat un pioner al Comandament del Transport Aeri, on com a protegit de Tunner va ser el comandant de la base del camp aeri de l'exèrcit de Long Beach , on Tunner va fer el seu quarter general com a comandant de la divisió de ferris de l'ATC i comandant. oficial del 6è Grup Ferry. L'1 de juliol, l'ATC va reorganitzar les seves nou ales a tot el món en divisions aèries, i els sectors en ales. L'ICW-ATC es va convertir en l' ATC de la Divisió de la Xina de l'Índia (ICD-ATC), mentre que el sector oriental, que portava a terme el pont aeri Índia-Xina, va ser redesignat com l' ala Assam , i l'organització de suport del sector occidental es va convertir en l' ala índia . La Divisió Índia Xina també tenia una unitat d'entrenament operacional a Gaya i utilitzava els dipòsits de servei del Comandament del Servei Aeri Xina-Birmania-Índia a Panagarh, Agra i Bangalore.
Els sistemes d'identificació d'unitats i organitzacions assignades al pont aeri van canviar diverses vegades entre 1942 i 1945. El canvi final es va produir l'1 d'agost de 1944 quan el Comandament del Transport Aeri va deixar d'utilitzar els números d'estació per identificar les seves unitats i les va designar com a "Unitats Base de la USAAF numerades" amb modificadors entre parèntesis que descriuen la seva funció. Les unitats de base de l'USAAF van identificar col·lectivament totes les organitzacions permanents del partit, incloses les unitats voladores, a qualsevol base no de combat en particular. Les unitats voladores eren denotades comunament com a esquadrons amb lletres, és a dir, "Esquadró B", dins de la Unitat Base. Per il·lustrar els diversos canvis organitzatius que afecten el pont aeri Índia-Xina, la unitat de Chabua sota el 10AF es va desplegar a l'estranger com el 1r Grup de Ferry . Va ser redesignat com a 1r Grup de Transport l'1 de desembre de 1942 per indicar que era una unitat ATC. A continuació, es va convertir en l'estació núm. 6 (APO 629 Nova York) l'1 de desembre de 1943 quan, per flexibilitat, l'ATC ja no va presentar grups o esquadrons com a unitats. Finalment, es va convertir en la 1333a Unitat Base de l'USAAF (Estació de Transport Estranger) l'1 d'agost de 1944 d'acord amb la política de l'USAAF a tot el servei. De la mateixa manera, l'Esquadró de Quarter General, Sector Oriental, Ala Índia-Xina , establert a Chabua el 16 de setembre de 1943 per administrar la seu del pont aeri, va ser redesignat com a Esquadró de Quarter General, Ala d'Assam l'1 de juliol de 1944 quan l'ATC es va reorganitzar en "divisions" i " ales"; i l'Esquadró A, 1325th USAAF Base Unit (HQ Assam Wing) l'1 d'agost de 1944.

### Tunner, 1944–45

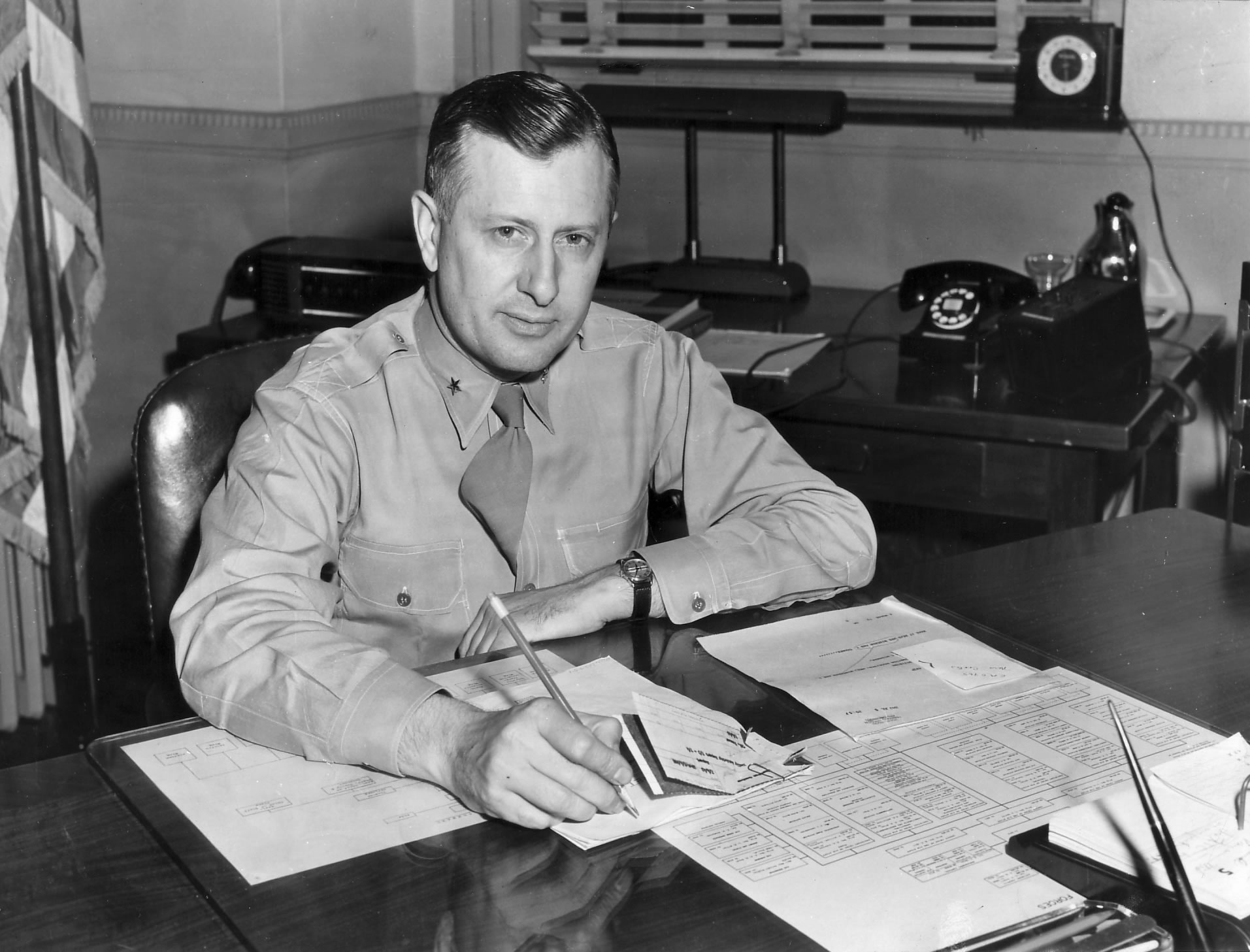
Brig. Gen. William H. Tunner

Hardin va ser portat de tornada als Estats Units després de passar dos anys a l'estranger i el comandament de la divisió Índia-Xina va anar al costat de Tunner. Seleccionat a la primavera de 1944 per succeir a Hardin, va escollir el seu personal clau i va fer un viatge d'inspecció al teatre al juny que va incloure el pilotatge d'un C-46 sobre la Gepa. Va prendre el comandament el 4 de setembre de 1944 amb ordres no només d'augmentar el tonatge lliurat, sinó també de reduir el nombre de vides i avions perduts en accidents, i de millorar la moral de la divisió Índia-Xina. Tunner i el seu personal, utilitzant un enfocament de "grans negocis", van canviar completament l'operació, van millorar la moral i van reduir a la meitat la proporció de pèrdues de l'aeronau mentre duplicaven la quantitat de càrrega lliurada.
Tunner va fer un ús extensiu de més de 47.000 treballadors locals i va utilitzar almenys un elefant per aixecar bidons de combustible de 55 galons a l'avió. Un vol directe diari anomenat "Trojan", pilotat per tripulacions seleccionades de C-54, transportava un mínim de cinc tones de material de màxima prioritat o passatgers entre Calcuta i Kunming, i després retornava pacients ferits crítics o motors d'avions que necessiten una revisió A cada base se li van assignar quotes de tonatge tant diàries com mensuals per moure's sobre Hump en funció del tipus d'avió que operava i de la seva distància dels aeròdroms "Chinaside", ja que les tripulacions es referien a les seves destinacions. Tunner va restablir immediatament els estàndards militars de vestimenta, decòrum (incloses inspeccions i desfilades) i comportaments que s'havien tornat fluix l'any anterior, per la qual cosa es va guanyar el sobrenom de "Willie the Whip".
Durant el primer mes de comandament de Tunner, tot i que l'ICD va lliurar 22.314 tones a la Xina, encara va incórrer en una taxa d'accidents de 0,682 per mil hores de vol. Al gener de 1945, la divisió de Tunner tenia 249 avions i 17.000 persones. Va lliurar més de 44.000 tones de càrrega i passatgers a la Xina aquell mes amb una taxa de disponibilitat d'avions del 75%, però va patir 23 accidents mortals amb 36 tripulants morts. El 6 de gener, una tempesta hivernal especialment ferotge va bufar l'Himàlaia d'oest a est, augmentant el temps dels viatges en direcció oest en una hora, i va provocar la pèrdua o cancel·lació de 14 transports CNAC i ATC, amb 42 tripulants desapareguts, el la pèrdua més gran d'un dia de l'operació. El nombre d'accidents va augmentar en els dos mesos següents, amb 69 avions perduts i 95 tripulants morts.
Per reduir les pèrdues a causa d'una fallada mecànica, el febrer de 1945 Tunner va introduir un programa de manteniment anomenat Manteniment de la línia de producció (Production Line Maintenance – PLM). El PLM consistia a remolcar cada avió amb un manteniment de 50 o 200 hores a través de cinc o set estacions de manteniment, depenent de si calia o no un canvi de motor. Cada estació tenia un equip de manteniment nou format per a una tasca de servei específica, inclosa la posada en marxa del motor, les inspeccions, la neteja, la reparació tècnica i el servei, un procés que va trigar gairebé un dia complet de 24 hores per avió a completar-se. Cada base es va especialitzar en un sol tipus d'aeronau per simplificar el procés. Malgrat la resistència inicial, el PLM es va implementar amb èxit a tota la divisió.
Tunner també va adoptar dues mesures per reduir el nombre d'accidents aeris a causa de la inexperiència i la fatiga de la tripulació. Per aconseguir el primer, va nomenar el tinent coronel Robert D. "Red" Forman com a oficial d'entrenament de la divisió per supervisar tant un entrenament estricte com un programa de seguretat de vol dirigit pel capità Arthur Norden. Després del 15 de març de 1945, el programa es va intensificar quan el major John J. Murdock, Jr., va assumir el càrrec d'oficial de seguretat de vol de la divisió. Tunner també va alterar la política de rotació de personal de l'ICD, que va veure com un gran contribuent a la fatiga de la tripulació. Abans que Tunner prengués el comandament, un pilot va tornar als Estats Units després de completar 650 hores de vol sobre la Gepa. Molts pilots ho van aprofitar per volar diàriament, acumulant les hores requerides en tan sols quatre mesos (de mitjana unes 37 hores a l'aire cada setmana). Però aquests pilots es van sobrecarregar; el cirurgià de vol de la divisió va informar que la meitat de tots els tripulants patien fatiga operativa. Així, a partir de l'1 de març de 1945, Tunner va exigir que tot el personal estigués al teatre durant dotze mesos per poder ser elegible per a la rotació, la qual cosa va desanimar l'excés de programació; també va augmentar el nombre d'hores de vol requerides a 750.
Sota Tunner, la divisió Índia-Xina es va expandir a quatre ales el desembre de 1944. L'expansió va ser necessària per controlar la multiplicitat d'unitats base de l'USAAF creades a mesura que s'obrien més aeròdroms. A més de les ales d'Assam i de l'Índia, l'ICD va afegir l'ala de Bengala , amb seu a Tezgaon, per controlar les operacions del C-54, i l'ala de la Xina a Kunming. Tunner va canviar els seus comandants veterans per proporcionar lideratge a les noves ales. Cannon va passar a l'ala de Bengala, mentre que el coronel Richard F. Bromiley es va traslladar de l'ala de l'Índia a l'ala de la Xina. El coronel George D. "Lonnie" Campbell, Jr. va aconseguir el comandament de l'ala d'Assam.
Tant la sinistralitat com el nombre brut d'accidents van disminuir notablement com a conseqüència d'aquestes mesures, a excepció dels tipus C-87/C-109 , que es van mantenir un 500% superiors al de la C-54. Tunner va demanar el seu reemplaçament completament per C-54 i es van elaborar plans per augmentar la força Skymaster a 272 a l'octubre de 1945 i a 540 a l'abril de 1946. Amb una flota de 410 C-46 que augmentava l'ICD, la capacitat d'elevació de tonatge sobre la Gepa. es va preveure que esdevingués més de 86.000 tones al mes. L'escassetat de motors C-54 va dificultar el pla, que es va modificar per tenir una quarta part de la força sempre en una canonada entre l'Índia i Florida per als canvis de motor, transportant càrrega i passatgers mentre viatjaven en ambdues direccions. El pla modificat es va aprovar l'abril de 1945 i Morrison Field, Florida, va ser escollit per al manteniment, però va resultar un impediment per a l'èxit quan els C-54 enviats allà van romandre al camp durant períodes cinc vegades superiors als set dies inicialment estimats per a l'execució.
El juliol de 1945, l'últim mes complet d'operacions, 662 avions del pont aeri Índia-Xina van lliurar 71.042 tones, el tonatge màxim mensual de l'ICD. D'aquesta flota, 332 eren transports ICD, però 261 eren avions de combat d'unitats de la USAAF assignades temporalment al pont aeri. Es van programar una mitjana de 332 vols a la Xina diaris. L'ATC de la Divisió Índia-Xina tenia 34.000 membres del personal de la USAAF assignats, i incloent civils indígenes de totes les nacionalitats empleats a l'Índia, Birmània i la Xina, 84.000 persones en total. Va presumir d'una taxa de disponibilitat d'avions de més del 85%. L'ICD va patir 23 accidents importants al juliol, amb la mort de 37 tripulants, però la taxa d'accidents de Hump va disminuir fins a 0,358 avions per mil hores de vol al juliol (una cinquena part del que havia estat el gener de 1944) i 0,239 a l'agost.
L'1 d'agost de 1945, per celebrar el "Dia de la Força Aèria", ICD es va dedicar a la seva missió més gran del pont aeri. Tunner va escriure que l'ICD va fer 1.118 sortides d'anada i tornada, amb una mitjana de dues per avió, i un C-54 va registrar tres viatges d'anada i tornada en 22 1⁄4 hores d'operacions. Es van lliurar 5.327 tones en un dia sense morts i sense accidents importants. Els C-87 i C-109 van transportar el 15% del tonatge sense contratemps. Abans que s'acabés el mes, es van lliurar prop de 50.000 tones més. Vuit accidents importants van provocar només 11 morts, a raó d'una mort per cada 2.925 viatges (1/18 del que havia estat el gener de 1944). La major taxa d'accidents de només 0,18 avions perduts per 1000 hores era un terç de la que havia estat quan Tunner va prendre el comandament, i una vuitena part de la de gener de 1944.
Va considerar que el registre de seguretat de l'ICD era el seu major èxit. A les seves memòries Over the Hump, Tunner va escriure:
| « | Si l'elevada sinistralitat de 1943 i principis de 1944 hagués continuat, juntament amb el gran augment del tonatge lliurat i les hores de vol, Amèrica hauria perdut no 20 avions aquell mes sinó 292, amb una pèrdua de vides que hauria commocionat el món. | » |

Tunner va comandar la divisió fins al 10 de novembre de 1945. El comandant adjunt de l'ICD, l'antic comandant del bombarder Brig. El general Charles W. Lawrence, va comandar breument la divisió abans que es dissolgués el 15 de novembre de 1945.

## Operacions a la Gepa baixa i a la Xina
El primer desviament significatiu dels recursos de l'ala Índia-Xina cap a operacions a la regió que no fos el pont aeri de Hump va començar el febrer de 1944. L'atac japonès a Arakan, seguit d'una ofensiva contra Imphal al març i abril, va donar lloc a l'assistència als britànics que Hardin s'estima que els lliuraments de la Gepa reduïts en 1.200 tones. L'ICW també tenia un interès en la resistència a l'ofensiva perquè l'amenaça d'Imphal posava en perill el ferrocarril Assam-Bengala pel qual passava no només la càrrega de Hump sinó també el combustible per al pont aeri. La crisi ocasionada per l'atac japonès a Imphal va portar l'almirall Lluís Mountbatten, comandant en cap del Comandament Aliat del Sud-est Asiàtic, a demanar 38 avions C-47 per reforçar Imphal. Mountbatten no tenia autoritat per desviar avions de la Gepa, però va ser recolzat per dos dels principals comandants nord-americans al teatre: el major general Daniel I. Sultan, el comandant adjunt del Teatre de Xina Birmània Índia, i Stratemeyer, que a més de totes les seves altres funcions va comandar el Comandament Aeri de l'Est de SEAC, que a tots els efectes pràctics el va convertir en el comandant aeri de Mountbatten. Després de l'aprovació de la sol·licitud, ICW va proporcionar 25 C-46 com l'equivalent de 38 C-47. Aquests estaven units al comandament de transport de tropes de l' EAC per donar suport als britànics i es van utilitzar per fer volar el personal i l'equip lleuger de la 5a Divisió índia cap a Imphal i Dimapur, on va arribar a temps per frustrar l'ofensiva japonesa.

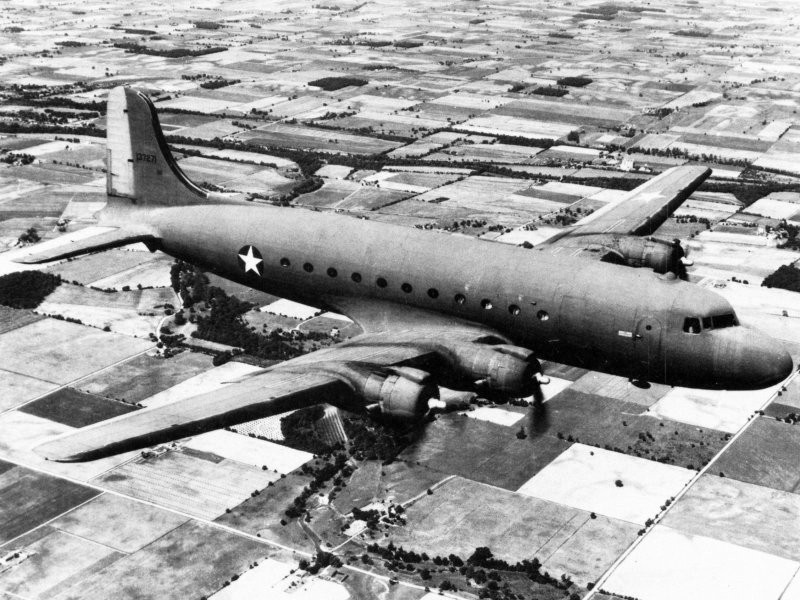
Douglas C-54 Skymaster

El mes següent, per reforçar l'ofensiva planificada de Stilwell a Birmània, l'ICW va fer volar 18.000 tropes xineses cap a l'oest a través dla Gepa fins a Sookerating, la qual cosa va provocar una reducció neta de l'esforç Índia-Xina d'almenys 1.500 tones. No obstant això, la captura al maig de 1944 de l'aeròdrom de Myitkyina per part de les tropes nord-americanes i xineses al comandament de Stilwell va privar els japonesos del seu principal camp d'aviació de caça amenaçant els avions aliats que volien la Gepa. El camp es va convertir immediatament en una pista d'aterratge d'emergència per als avions aliats tot i que els combats van continuar a la ciutat de Myitkyina fins a l'agost de 1944. L'ICD va continuar la seva contribució a aquest èxit enviant des del sud de l'Índia una força d'enginyers de combat de la mida d'un regiment i el seu suport, inclòs equipament pesat. , per a la construcció d'un aeròdrom. La captura de Myitkyina va permetre als ICD C-54, que tenien limitacions de sostre que impedien volar la Ruta Able (la Gepa alta), l'ús habitual d'una segona ruta més directa, designada Ruta Baker però anomenada no oficialment "la Gepa baixa".
A l'octubre de 1944, després que el general Tunner prengués el comandament de la Divisió Índia-Xina del Comandament del Transport Aeri, l'augment del nombre de C-54, de vegades escortats per caces aliats basats a Myitkyina, va augmentar molt els nivells de tonatge volat a la Xina des de l'Índia. El C-54, que amb deu tones podia transportar cinc vegades la càrrega de càrrega del C-47 i el doble que el C-46, va substituir els dos transports bimotors com a elevador principal de l'operació. L'expansió de les bases va donar lloc a la formació de les Rutes Easy, Fox, Love, Nan i Oboe en direcció a l'est, i de Route King en direcció oest.

### Suport del XX Comandament de Bombarders
El primer desviament significatiu dels recursos de l'ala Índia-Xina cap a operacions a la regió que no fos el pont aeri de Hump va començar el febrer de 1944. L'atac japonès a Arakan, seguit d'una ofensiva contra Imphal al març i abril, va donar lloc a l'assistència als britànics que Hardin s'estima que els lliuraments de la Gepa reduïts en 1.200 tones. L'ICW també tenia un interès en la resistència a l'ofensiva perquè l'amenaça d'Imphal posava en perill el ferrocarril Assam-Bengala pel qual passava no només la càrrega de Hump sinó també el combustible per al pont aeri. La crisi ocasionada per l'atac japonès a Imphal va portar l'almirall Lluís Mountbatten, comandant en cap del Comandament Aliat del Sud-est Asiàtic, a demanar 38 avions C-47 per reforçar Imphal. Mountbatten no tenia autoritat per desviar avions de la Gepa, però va ser recolzat per dos dels principals comandants nord-americans al teatre: el major general Daniel I. Sultan, el comandant adjunt del Teatre de Xina Birmània Índia, i Stratemeyer, que a més de totes les seves altres funcions va comandar el Comandament Aeri de l'Est de SEAC, que a tots els efectes pràctics el va convertir en el comandant aeri de Mountbatten. Després de l'aprovació de la sol·licitud, ICW va proporcionar 25 C-46 com l'equivalent de 38 C-47. Aquests estaven units al comandament de transport de tropes de l' EAC per donar suport als britànics i es van utilitzar per fer volar el personal i l'equip lleuger de la 5a Divisió índia cap a Imphal i Dimapur, on va arribar a temps per frustrar l'ofensiva japonesa.

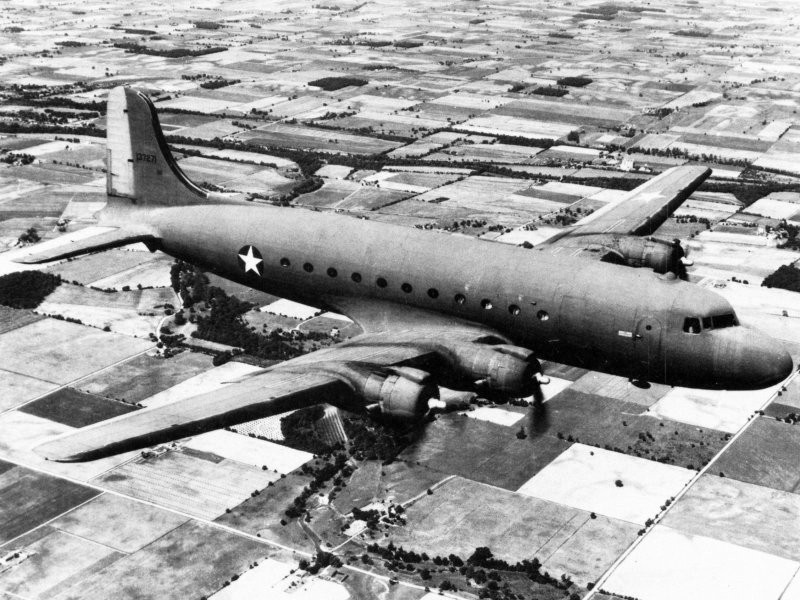
Douglas C-54 Skymaster

El mes següent, per reforçar l'ofensiva planificada de Stilwell a Birmània, l'ICW va fer volar 18.000 tropes xineses cap a l'oest a través dla Gepa fins a Sookerating, la qual cosa va provocar una reducció neta de l'esforç Índia-Xina d'almenys 1.500 tones. No obstant això, la captura al maig de 1944 de l'aeròdrom de Myitkyina per part de les tropes nord-americanes i xineses al comandament de Stilwell va privar els japonesos del seu principal camp d'aviació de caça amenaçant els avions aliats que volien la Gepa. El camp es va convertir immediatament en una pista d'aterratge d'emergència per als avions aliats tot i que els combats van continuar a la ciutat de Myitkyina fins a l'agost de 1944. L'ICD va continuar la seva contribució a aquest èxit enviant des del sud de l'Índia una força d'enginyers de combat de la mida d'un regiment i el seu suport, inclòs equipament pesat. , per a la construcció d'un aeròdrom. La captura de Myitkyina va permetre als ICD C-54, que tenien limitacions de sostre que impedien volar la Ruta Able (la Gepa alta), l'ús habitual d'una segona ruta més directa, designada Ruta Baker però anomenada no oficialment "la Gepa baixa".
A l'octubre de 1944, després que el general Tunner prengués el comandament de la Divisió Índia-Xina del Comandament del Transport Aeri, l'augment del nombre de C-54, de vegades escortats per caces aliats basats a Myitkyina, va augmentar molt els nivells de tonatge volat a la Xina des de l'Índia. El C-54, que amb deu tones podia transportar cinc vegades la càrrega de càrrega del C-47 i el doble que el C-46, va substituir els dos transports bimotors com a elevador principal de l'operació. L'expansió de les bases va donar lloc a la formació de les Rutes Easy, Fox, Love, Nan i Oboe en direcció a l'est, i de Route King en direcció oest.
Des d'abril de 1944 fins a gener de 1945, la divisió Índia-Xina també va tenir l'encàrrec de donar suport a l'operació Matterhorn, la campanya de bombardeig estratègic de les B-29 Superfortress contra Japó des de bases avançades al voltant de Chengtu al centre de la Xina. Arnold va imaginar originalment que les unitats de Matterhorn fossin autosostenibles, portant el seu propi combustible en centenars de C-109 i altres materials que utilitzaven B-29 i 20 C-87 com el seu propi "servei de transport aeri". El concepte va demostrar ser defectuós des del principi quan la força prevista de 300 bombarders es va reduir a una sola ala de combat de 150 bombarders abans de sortir dels Estats Units. Els B-29 del XX Comandament de Bombarders, despullats de canons i altres equipaments i equipats amb quatre tancs de bombes, van ser utilitzats com a camions cisterna de combustible mentre els avions tàctics transportaven altres subministraments, incloses les bombes, però no van poder portar prou material sobre la Gepa des de les seves bases permanents al voltant de Calcuta a l'Índia per començar missions. El XX BC va recórrer a l'ICD per obtenir suport addicional quan la seva data objectiu per a l'inici de les missions es va ajornar repetidament.

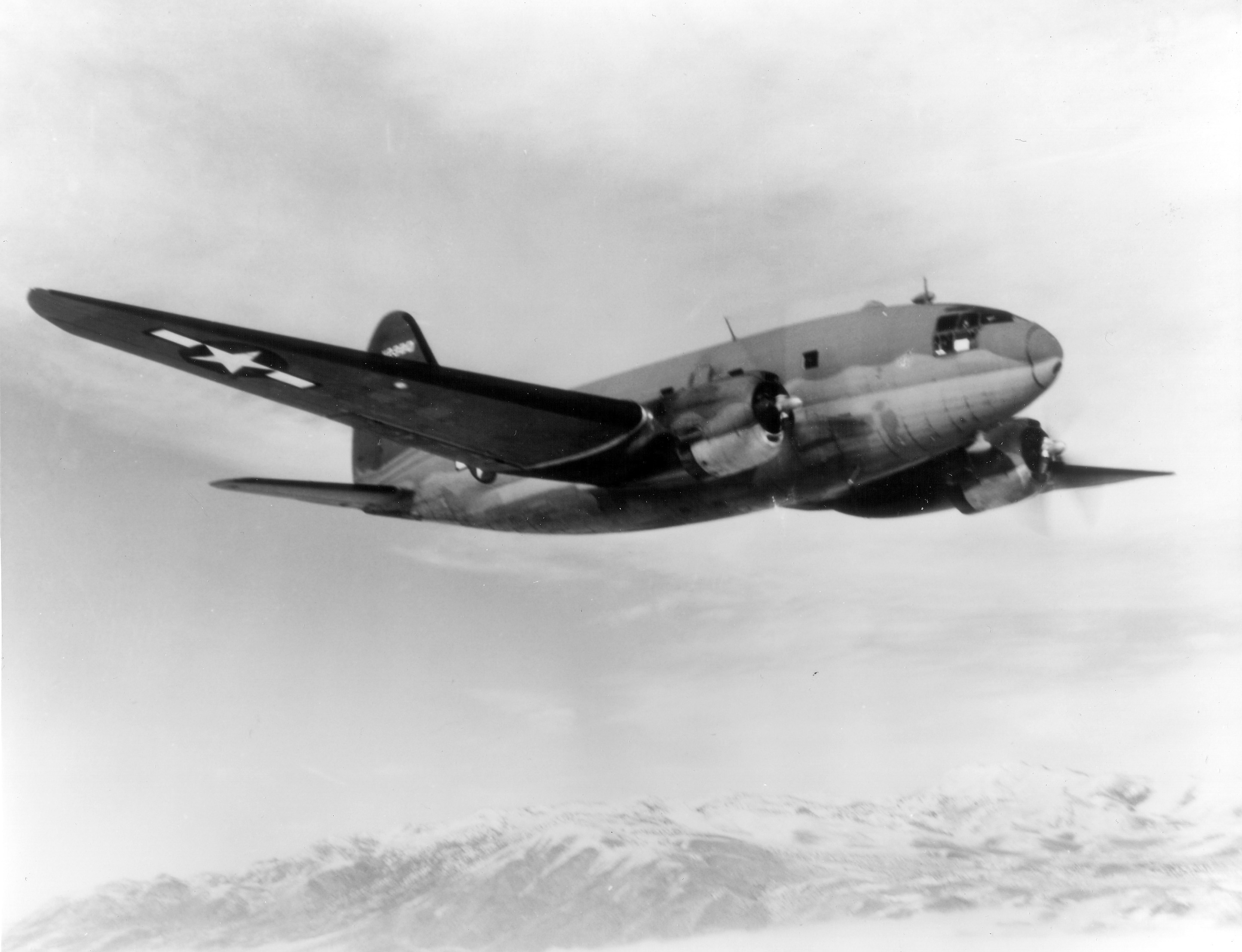
Curtiss C-46 Commando

L'ala nord-africana de l'ATC ja havia proporcionat suport provisional transportant 250 motors B-29 de recanvi al CBI l'abril i maig de 1944, utilitzant 25 C-54 en una ruta de llançadora de 6.200 milles (10.000 km) des del port de Casablanca fins a Calcuta. s'anomenarà "Crescent Blend" fins a tres missions especials C-46 els esquadrons, creats a principis de 1944 amb el nom en clau "Moby Dick", estaven preparats per dur a terme operacions de subministrament per al XX Comandament de Bombarders. Designats els 1r, 2n i 3r Esquadrons de Transport Aeri (mòbil), cadascun tenia la intenció de ser una unitat autònoma de vint C-46, tripulacions de vol, especialistes en manteniment i enginyeria, i un complement complet de personal d'operacions de l'estació. tot i que quan es van comprometre per primera vegada els elements del servei encara no s'havien integrat. Van arribar al CBI el juny de 1944, amb el 1r i el 2n MATS basats a Kalaikunda, Bengala Occidental, fent-se càrrec de la llançadora "Crescent Blend" i aportant més de 100 motors de recanvi al mes, mentre que el 3r MATS va ser enviat a l'ICD. base a Kunming per augmentar el pont aeri Índia-Xina.
De les 42.000 tones de material lliurades abans que el XX Comandament de Bombarders abandonés les seves bases xineses i tornés a l'Índia, l'ICD es va moure gairebé dos terços. Durant els darrers tres mesos d'operacions de bombardeig des de la Xina, el XX Comandament de Bombarders va eliminar ràpidament l'ús dels seus B-29 per transportar càrrega, i l'ICD va subministrar tot el material del XX Comandament de Bombarders excepte les bombes, que els B-29 van transportar. les muntanyes en missions de "gepa inversa". El tinent coronel Robert S. McNamara va crear una secció de control estadístic per crear horaris ajustables que fessin un seguiment de la variable.
El XX Comandament de Bombarders va tenir la desafortunada coincidència d'arribar al teatre just quan els japonesos van iniciar una gran ofensiva a la Xina oriental per obrir un passadís de línies de comunicació a les seves forces a Indoxina, apoderar-se dels aeròdroms de la Catorzena Força Aèria de Chennault situats en aquest corredor i possiblement fer fora la Xina de la guerra. Les assignacions de càrrega que l'ICD va haver de comprometre a XX Comandament de Bombarders des del principi van provocar "recriminacions mútues" entre XX Comandament de Bombarders, ICD i Chennault, dels quals es va treure la major part del tonatge d'assignació alterat, cadascú culpant a l'altre dels problemes que van sorgir. L'ofensiva japonesa va continuar inexorablement durant tot l'estiu i fins a la tardor, amenaçant l'eficàcia si no la mateixa existència del 14AF. Les relacions mai es van suavitzar del tot amb Chennault, però finalment Stratemeyer, Hardin i Tunner van aconseguir compromisos viables per dur a terme les tasques necessàries per mantenir el 14AF en la lluita. El subministrament de Matterhorn durant la crisi simultània va tenir l'efecte positiu d'augmentar els recursos i l'esforç dedicats al pont aeri, i el reconeixement per part de tots els implicats que l'ICD era l'única agència que podia gestionar la logística de manera eficient.
Quan l'ATC es va reorganitzar l'1 d'agost, els esquadrons MATS van mantenir una identitat separada de les recentment creades unitats base de l'USAAF, però cadascuna va fer centenars de missions Hump, lliurant combustible i motors d'aviació. Com que les operacions entre l'Índia i la Xina tenien una llargada extraordinària des de Kalaikunda —que requerien una parada intermèdia a Jorhat—, els seus dos esquadrons van ser transferits a l'ICD quan el XX Comandament de Bombarders va començar a planificar la reducció de les seves operacions el novembre de 1944. El 30 d'octubre. el 2n MATS es va traslladar a Dergaon, Bengala Oriental, i més tard a Luliang, Xina, on es va dissoldre el juny de 1945 i es va convertir en l'Esquadró B, 1343a Unitat Base de la USAAF.

### Operacions Grubworm i Rooster
Com que els C-47 i els C-46 que van aterrar a la Xina estaven temporalment fora del control de l'ATC, les forces de Chennault i el comandant del Teatre de la Xina els desviaven constantment per a emergències locals, el tinent general Albert C. Wedemeyer va interrompre el descans de la tripulació de vol i els programes de manteniment d'aeronaus necessaris per mantenir el tonatge. Per pal·liar la situació i també proporcionar el suport addicional que necessiten les forces de combat, 50 C-47 i 20 C46 es van instal·lar permanentment a la Xina després de l'octubre de 1944 per al moviment intern de càrrega i per ajudar el pont aeri Índia-Xina quan els buits en la programació local ho permetien. La majoria dels C-47 restants van ser finalment enviats a bases a Birmània i van continuar les missions Índia-Xina per les rutes inferiors. Van demostrar la seva utilitat continuada fent papers destacats en diverses missions de suport a la Xina el 1944 i el 1945.
Entre el 5 de desembre de 1944 i el 5 de gener de 1945, els C-46 i les tripulacions es van incorporar a la Desena Força Aèria per augmentar l'"Operació Grubworm". Aquesta va ser la reubicació de la 14a i la 22a divisions xineses, situades en reserva a la carretera Stilwell prop de Myitkyina, a bases al voltant de Kunming. Chiang i Wedemeyer van proposar als Caps d'Estat Major Combinats, davant les objeccions de Mountbatten, de traslladar les divisions per contrarestar una ofensiva japonesa que buscava capturar els aeròdroms de Kunming. L'operació es va aprovar amb la condició que no s'esforcés l'extens sistema de transport aeri de la Desena Força Aèria que subministra les operacions terrestres dels Aliats a Birmània. IDC va proporcionar els C-46 dels esquadrons mòbils de transport aeri i tots els seus C-47 de l'ala de la Xina per proporcionar l'augment necessari.El 2n MATS es va traslladar íntegrament des de la seva base a Dergaon a Luliang Field, Xina, completant el desplegament el 13 de desembre. El 1r MATS va operar des de Ledo, i la 1348a Unitat de Base de la USAAF de l'ICD a l'aeròdrom de Myitkyina South va coordinar tota l'operació i va proporcionar la base per a repostar tots els transports. Els C-46 van traslladar la 14a Divisió des de cinc aeròdroms de Birmània, inclòs un camp a Nansin, la construcció del qual es va completar el 4 de desembre. Els enlairaments allà van ser subjectes a foc d'artilleria i franctiradors. La Unitat Base 1348 va programar operacions les 24 hores del dia i amb mal temps, tot i que l'operació es va suspendre entre el 16 i el 22 de desembre quan la situació a la Xina semblava millorar. Dels sis camps de recollida, només Myitkyina South era capaç d'operacions nocturnes, i els porta tropes C-47 es van utilitzar per transportar tropes durant el dia perquè els avions ICD sobrevolessin la Gepa de nit.
Els esquadrons mòbils de transport aeri estaven familiaritzats amb els aeròdroms de Birmània i, per tant, van ser seleccionats per fer l'operació. Mostrant una flexibilitat inusual en la planificació, la Unitat Base 1348 va acantonar les tropes entrants a prop dels aeròdroms, les va subministrar, va controlar la disponibilitat d'avions i tripulacions, va dividir les tropes en avions carregats i va mantenir intactes les unitats xineses i el seu material. Les sessions informatives i els avituallaments es van fer a Myitkyina South, els avions van volar als seus camps de recollida i es van carregar, i després van tornar a Myitkyina South per a un últim avituallament abans de volar cap a la Xina. La torre de control de la Unitat Base 1348 va realitzar tot el control del trànsit aeri d'avions cap a i des de la Xina.
Grubworm va aixecar 25.009 tropes xineses, 396 nord-americans, 1.596 animals de tir, 42 jeeps i 144 peces d'artilleria en 24 dies de vol. Les tripulacions de l'ICD van proporcionar 597 de les 1328 sortides de l'operació i van traslladar més de 14.000 de les tropes implicades. Encara que tres C-47 es van perdre durant l'operació, l'ICD no va tenir pèrdues. Quan l'ofensiva japonesa es va desplaçar per apoderar-se de les bases de la Catorzena Força Aèria a Suichwan i Kanchow, la 2a ATS va evacuar les bases en un sol dia el 22 de gener.
Entre març i maig de 1945, l'ICD va portar les primeres tropes de combat nord-americanes a la Xina quan va tornar a desplegar els dos regiments nord-americans de la Força de Treball MARS des de Birmània. A l'abril, 50 C-47 i 30 C-46 de l'ICD  van dur a terme l'"Operació Gall", transportant ambdues divisions del 6è Exèrcit xinès des de Kunming, on havien estat lliurats per "Grubworm" , a Chihkiang a la vall occidental del Hsiang per reforçar la defensa de la base 14 de l'AF allà. L'ICD va fer 1.648 sortides, lliurant 25.136 soldats; 2.178 cavalls; i 1.565 tones de material; per un total de 5.523 tones. També es van transportar 369 tones de gasolina d'aviació a Chihkiang per a l'ús de la 14a AF

## Dificultats operatives

### Construir una capacitat
La tasca a la qual s'enfrontava la Desena Força Aèria de crear un pont aeri era descoratjadora com a mínim, posant l'accent en tot el que mancava a les Forces Aèries de l'Exèrcit l'abril de 1942: cap unitat encarregada de moure càrrega, cap experiència en transport aeri organitzat per la USAAF o el seu predecessor Cos Aeri , i no hi ha aeròdroms per a les unitats de base. A més, volar a la regió es va fer més difícil per la manca de cartes fiables, l'absència d'ajudes per a la navegació per ràdio i la manca de dades meteorològiques.
El 1942, Chiang Kai-shek va insistir que es necessitaven almenys 7.500 tones al mes per mantenir les seves divisions de camp en funcionament, però aquesta xifra va resultar inassolible durant els primers quinze mesos del pont aeri Índia-Xina. El total de 7.500 es va superar per primera vegada l'agost de 1943, moment en què els objectius s'havien augmentat a 10.000 tones al mes. Finalment, les necessitats mensuals van superar les 50.000 tones.
A poc a poc, però, va començar a prendre forma un pont aeri d'una escala sense precedents. La construcció de quatre noves bases es va començar el 1942, i el 1944 l'operació va volar des de sis aeròdroms d'Assam per tot temps. El juliol de 1945, el corredor aeri des de l'Índia va començar a tretze camps d'aviació distribuïts al llarg dels ferrocarrils del nord-est de l'Índia a la vall de Brahmaputra, amb set a Assam, quatre a la vall de Bengala i dos prop de Calcuta, i va acabar a sis aeròdroms de la Xina al voltant de Kunming.
Fins al juliol de 1944, el passadís de vol del pont aeri Índia-Xina tenia cinquanta milles d'ample amb una distància vertical molt restrictiva. A mesura que les bases es van expandir i la ruta Gepa Baixa va entrar en ús, el corredor es va eixamplar a 200 milles (320 km) i 25 rutes cartografiades, amb una distància vertical de 10.000-25.000 MSL al sud, permetent operacions altament congestionades però controlades a totes hores.

### Deficiències de transport
Un problema crític va resultar ser trobar un avió de càrrega capaç de transportar càrregues útils pesades a les altituds elevades requerides, i es van provar tres tipus abans que l'obertura d'una ruta baixa de Hump permetés l'ús de C-54: C-47 i variants, C- 46, i C-87/C-109.
Inicialment, el pont aeri Índia-Xina va ser volat amb el Douglas DC-3 i les seves versions militars, el C-47, el C-53 i el C-39. No obstant això, el fuselatge del disseny del DC-3 estava tan alt del terra que la càrrega des de la majoria de llits de camions era difícil, i la seva porta estreta i el sòl feble no podien suportar càrrega pesada. Tot i que els C-47 tenien un sòl reforçat i una porta més ampla, encara requerien equips de càrrega especialitzats per a gran part de la càrrega necessària a la Xina i tenien una capacitat de càrrega útil limitada. A més, les especificacions de rendiment dels transports Douglas no eren adequades per a operacions a gran altitud amb càrregues útils pesades, i normalment no podien assolir una altitud suficient per netejar el terreny muntanyós, obligant els avions a intentar una ruta molt perillosa a través del laberint. com els passos de l'Himàlaia.

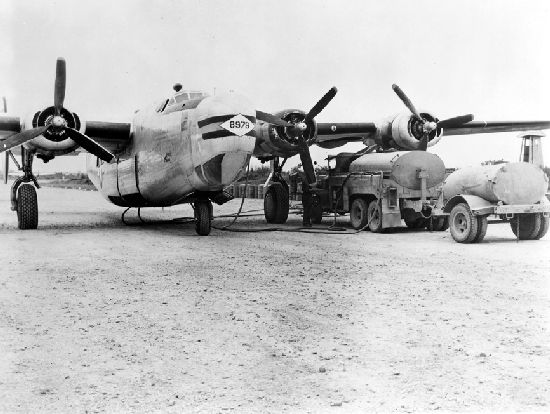
Camino cisterna C-109

La introducció al gener de 1943 del Consolidated C-87 Liberator Express, una modificació del disseny del bombarder pesat B-24D, va augmentar les xifres de tonatge. La seva capacitat a gran altitud li va permetre superar les muntanyes més baixes (15.000–16.000 peus MSL) sense recórrer als passos, però el tipus tenia una alta taxa d'accidents i no era adequat per als aeròdroms en ús. Tot i tenir quatre motors, el C-87 pujava malament amb càrregues pesades, igual que els seus homòlegs dels bombarders, i sovint s'estavellava a l'enlairament si fallava un motor. La seva escassa il·luminació de la cabina era inadequada per a volar amb mal temps i sovint fallava durant l'enlairament amb instruments, els seus sistemes elèctrics i hidràulics sovint es congelaven a gran altitud i funcionaven malament, i el seu sistema de calefacció de la coberta de vol era propens a produir calor sufocant o gens. Atribuït pels seus pilots a la seva esvelta ala Davis, el C-87 també tenia tendència a girar fora de control quan es trobava fins i tot amb condicions de gel suau sobre les muntanyes. Un pilot de Hump va anomenar la variant "un enginy bastard malvat" i una "gossa amant del terra" que "no podia portar prou gel per refredar una bola alta". 
Malgrat les seves deficiències, el C-87 va ser valorat per la fiabilitat dels seus motors, velocitat que li va permetre reduir significativament l'efecte dels vents frontals i creuats, un sostre de servei que li va permetre superar la majoria de fronts meteorològics i l'autonomia que va permetre a les seves tripulacions. per volar patrons de "front de pressió" que perseguien vents favorables.
Una altra variant de transport del Liberator, el C-109, portava gasolina en B-24J o B-24L convertits. Es va retirar tot l'equip de combat i es van instal·lar vuit dipòsits de combustible amb bosses flexibles dins del fuselatge amb una capacitat de 2.900 galons dels Estats Units. Inicialment s'havia previst que 70 volessin la Gepa amb el XX Comandament de Bombarders, a partir del setembre de 1944, però la majoria de les conversions de 218 C-109 van servir finalment al CBI sota ATC després que les operacions del B-29 es traslladessin de la Xina a l'Índia. Almenys 80 van estar implicats en accidents importants entre setembre de 1944 i agost de 1945. Igual que el C-87, no eren populars entre les seves tripulacions, ja que eren molt difícils d'aterrar quan estaven completament carregats, especialment als aeròdroms de més de 6.000 peus (1.800 m) d'altitud com Kunming, i sovint tenien característiques de vol inestables quan els vuit tancs de càrrega estaven plens. L'aterratge accidental d'un C-109 carregat va provocar inevitablement una explosió i la mort de la tripulació, fet que li va valer el sobrenom de "C-One-Oh-Boom".

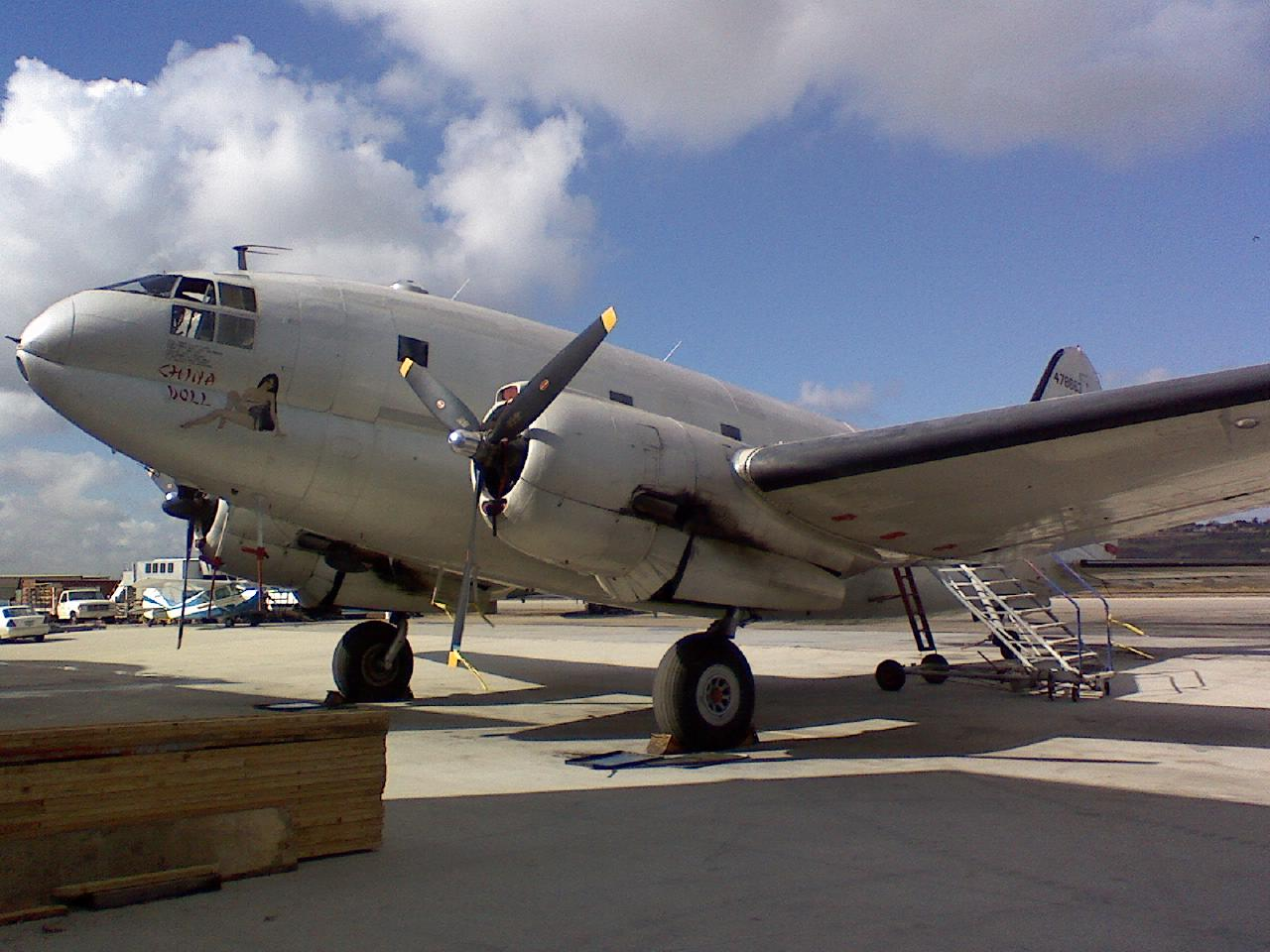
C-46 Commando China Doll

El Curtiss C-46 Commando va començar a volar missions Índia-Xina el maig de 1943. El C-46 era un gran avió bimotor capaç de volar més ràpid i més alt que qualsevol avió de càrrega de mig abast anterior, i podia transportar càrregues més pesades que qualsevol dels dos C-47 o C-87, encara que a dues vegades i mitja el cost unitari d'una C-47. Amb el C-46, el tonatge del transport aeri va augmentar significativament , superant els objectius amb 12.594 tones el desembre de 1943. Les càrregues van continuar augmentant al llarg de 1944 i 1945, assolint un tonatge màxim històric el juliol de 1945. El rendiment del Commando es va millorar quan la pintura de camuflatge, estàndard a tots els avions de l'USAAF fins al febrer de 1944, es va eliminar per reduir el pes i proporcionar cinc nusos addicionals de velocitat.
Tot i que es va convertir en el cavall de batalla de mig abast del pont aeri Hump, el C-46 durant tot el seu servei va experimentar avaries mecàniques freqüents (en particular, una tendència a la fallada del motor i les fuites de combustible que s'enfonsaven a l'arrel de l'ala per convertir-se en un perill d'explosió) que van provocar sobrenoms tan poc afavoridors a tota la Força Aèria com "Dumbo" i "Plumber's Nightmare", i entre les tripulacions de l'ATC com el "taüt volador". En els seus primers cinc mesos d'operacions, el 20% dels C-46 assignats al pont aeri es van estavellar. Quan va arribar per primera vegada al teatre, a més d'anar acompanyat d'ordres tècniques que requerien 50 modificacions de camp abans que pogués ser operatiu, el C-46 també requeria formació addicional per a tripulacions sense experiència, i un es va establir una escola de transició que va drenar el transport aeri de deu avions i tripulacions. Pitjor encara, les peces de recanvi eren tan escàs fins a la tardor de 1943 que 26 dels primers 68 C-46 enviats estaven fora de servei.

### Riscos de vol
Volar sobre la Gepa va resultar ser una empresa extremadament perillosa per a les tripulacions de vol aliades. La ruta aèria s'endinsava cap a les altes muntanyes i les gorges profundes entre el nord de Birmània i l'oest de la Xina, on les turbulències violentes, els vents de 125 a 200 mph (320 km/h) , la gelada i les inclemències del temps eren ocurrència habitual. La manca d'equips de navegació adequats, radiobalises i un nombre inadequat de personal format (mai no hi havia prou navegants per a tots els grups) van afectar contínuament les operacions de transport aeri.
Durant el primer any del pont aeri, els oficials sense experiència dels Serveis de Subministrament sovint ordenaven carregar avions fins que estaven "aproximadament plens", ignorant les limitacions de pes brut o la col·locació del centre de gravetat, mentre que la majoria dels pilots eren reserves recentment convocades des de les companyies aèries amb poca experiència en transport militar i acostumades a les normes de seguretat civil. A mesura que el pont aeri va créixer en grandària i abast el 1943, les demandes de les unitats tàctiques i el fracàs dels programes d'entrenament ATC realitzats per les aerolínies per produir suficients pilots multimotors van limitar gairebé tots els pilots de reforç als que acabaven de sortir de l'escola de vol o d'un sol pilots qualificats per motor de camps d'entrenament que tenien relativament poc temps d'instrumentació. El desembre de 1942, un terç dels 102 graduats en formació de pilots de sergent tècnic (suboficial) de la Classe 42-I de Lubbock Field van ser enviats immediatament a l'Índia per fer volar la Gepa com a copilot de substitució. Aquesta inexperiència col·lectiva va requerir que l'ICW creés una OTU al teatre prop de Karachi per qualificar els nouvinguts, allunyant 16 pilots experimentats i de vuit a deu avions lluny del pont aeri. Els pilots de la CNAC, tot i que estaven acostumats a una varietat d'avions, també tenien poca experiència en instruments, i la majoria no estaven familiaritzats amb els grans avions de transport nord-americans utilitzats en el pont aeri. No fins al 1944, quan l'ATC va reclutar instructors de vol civils d'hora alta alliberats per la USAAF en retallades del programa d'entrenament de pilots, i el 3r OTU a la Base de la Força Aèria de l'Exèrcit de Reno (Nevada) va produir un nombre creixent de tripulacions C-46, eren reemplaçaments altament qualificats més fàcilment disponibles per al pont aeri.
Tot i així, els pilots nord-americans i de la CNAC sovint volaven diàriament en vols d'anada i tornada i durant tot el dia. Algunes tripulacions esgotades van volar fins a tres viatges d'anada i tornada cada dia, especialment durant la política de rotació de Hardin. Els mecànics van donar servei als avions a la intempèrie, utilitzant lones per cobrir els motors durant els xàfecs freqüents, i van patir cremades a la carn nua exposada al metall escalfat pel Sol. No hi havia prou mecànics ni recanvis per circular durant els dos primers anys d'operació; el manteniment i les revisions del motor sovint es van ajornar. Molts avions sobrecarregats es van estavellar a l'enlairament després d'un problema mecànic com una fallada del motor. L'autor i pilot de l'ATC Ernest K. Gann va recordar haver volat a Chabua i haver presenciat quatre accidents aeris en un dia: dos C-47, dos C-87 i 32 morts. Va comentar amb sarcasme greu: "No s'ha de confondre amb una operació de combat." A causa de l'aïllament de l'àrea, així com de la menor prioritat del teatre CBI, les peces i subministraments per mantenir els avions volant eren escasses abans de l'inici de la "Bola de foc", i sovint les tripulacions de vol eren enviades a la contraforts de l'Himàlaia per canibalitzar peces d'avions dels nombrosos llocs de l'accident. De vegades, les pèrdues mensuals d'aeronaus van ascendir al 50% de totes les aeronaus en servei al llarg de la ruta. Un subproducte dels nombrosos accidents aeris va ser un auge local de productes autòctons fets amb restes d'alumini.
A més de les pèrdues provocades pel temps i per fallades mecàniques, els avions de transport desarmats i sense escolta que volien la Gepa van ser atacats ocasionalment per caces japonesos. Mentre pilotava un C-46 en una d'aquestes missions, el tinent Wally A. Gayda va tornar el foc desesperat contra un caça empenyent un fusell automàtic Browning per la finestra de la cabina i disparant un carregador ple, matant el pilot japonès. Alguns pilots de C-87 van instal·lar un parell de metralladores de calibre .50 de tir cap endavant muntades en el fuselatge davant de les portes de càrrega dels seus avions, però no hi ha cap instància documentada del seu ús.

### Recerca i rescat

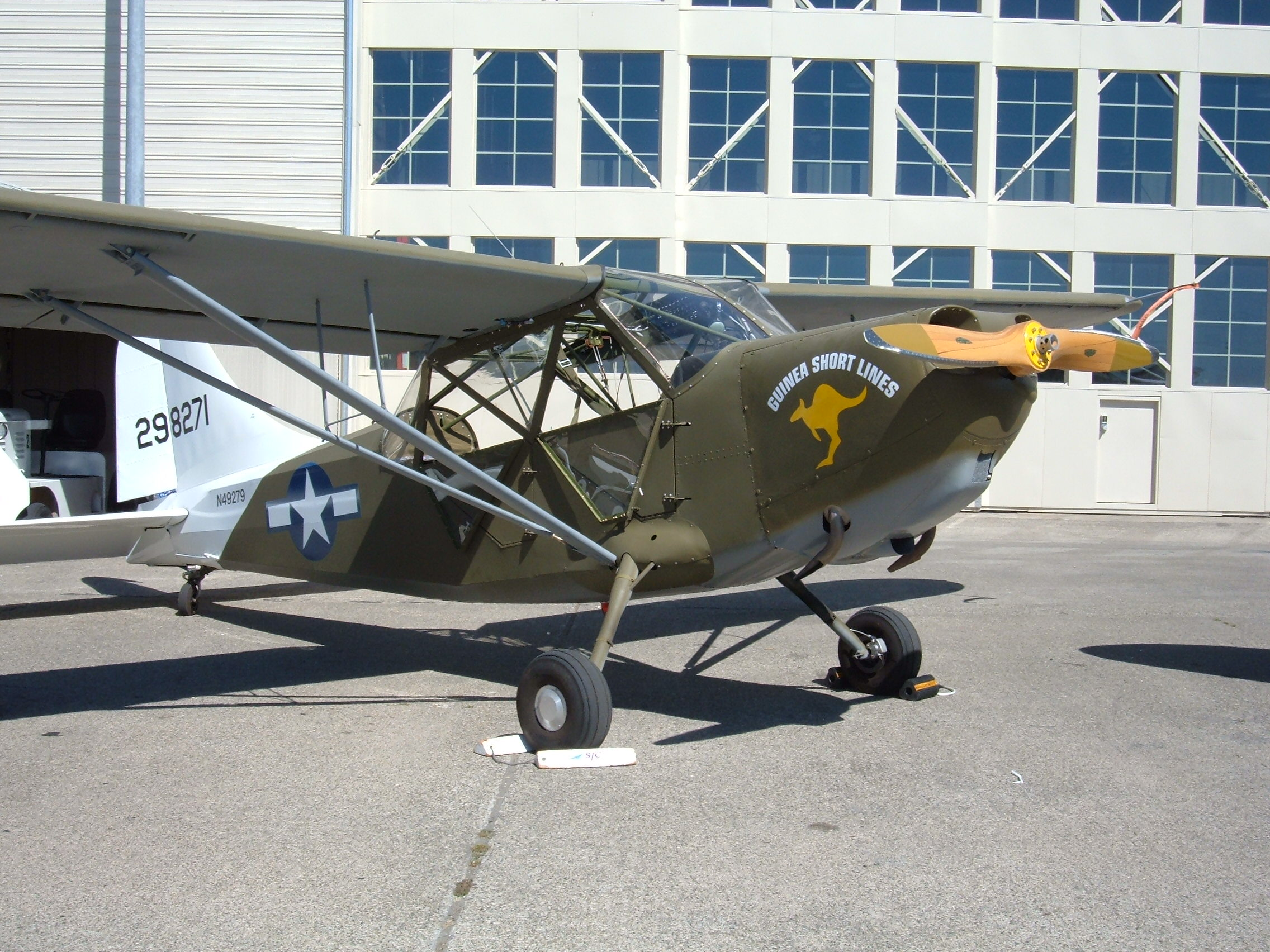
L-5 Sentinel

L'elevat nombre de pèrdues va donar lloc a la formació a Jorhat el juliol de 1943 d'una de les primeres organitzacions de recerca i rescat, sobrenomenada la "Colla d'en Blackie". Un antic pilot de proves i un veterà de Hump, el capità John L. "Blackie" Porter va dirigir la unitat utilitzant C-47 prestats d'unitats de transport aeri tripulades per una dotzena d'antics barnstormers i personal reclutat armat amb metralletes i granades de mà. La "Colla d'en Blackie" va comptar amb pràcticament tots els tripulants recuperats el 1943, inclòs el corresponsal de la CBS News Eric Sevareid i 19 més obligats a paracaigudes el 2 d'agost. La unitat es va traslladar a Chabua el 25 d'octubre i va rebre l'estatus oficial i va assignar dos C-47 i diversos avions d'enllaç L-5 Sentinel per a camions de rescat. Porter va reclutar metges voluntaris per llançar-se en paracaigudes als llocs de l'accident per ajudar els tripulants ferits. A finals de novembre va afegir dos B-25 Mitchells a la seva petita flota d'avions que havien estat destinats a un camp de salvament. Porter va morir en acció el 10 de desembre de 1943, quan el seu B-25 va ser incendiat pels caces Zero japonesos durant una missió de recerca i es va estavellar a la frontera índia intentant tornar a la base.
Quan Tunner va prendre el comandament de l'ICD, no estava satisfet amb la configuració de recerca i rescat existent, i va considerar que era "una operació de vaquer". Va nomenar l'oficial d'operacions de Mohanbari, l'antic pilot de Hump Major Donald C. Pricer, per establir "una organització de recerca i rescat exhaustiva i eficient". Els 90 homes de Pricer de la 1352a Unitat Base (Recerca i Rescat) a Mohanbari van utilitzar quatre B-25, un C-47 i un L-5, pintats de groc amb bandes d'ala blaves per facilitar la identificació, per dur a terme les missions de cerca. Pricer també va traçar tots els llocs d'accident coneguts per eliminar la comprovació de naufragis anteriors i, en ocasions, va demanar un helicòpter Sikorsky YR-4 amb seu a Myitkyina per ajudar en les missions de rescat.
The Hump Express, en la seva darrera edició el 15 de novembre de 1945, va informar:
| « | La unitat ha estat responsable de tots els treballs de recerca i rescat des de Bhamo, a Birmània, al nord fins a on volen regularment els avions aliats. Aproximadament, la seva jurisdicció s'estenia des de Tezpur, Índia, fins a Yunnanyi , Xina. Abans d'organitzar la recerca i el rescat, les tripulacions s'havien perdut durant setmanes, de vegades mesos. Els estiraments de fins a 90 dies no eren desconeguts en un país on els matolls de la jungla i els vertiginosos senders de muntanya convertien cada hora en un malson per als equips perduts que lluitaven per sortir. Però avui, el vestit únic de l'ICD probablement hauria fet que la història fos una mica menys crua. Les caigudes aèries de mapes i la informació pertinent d'origen hauria fet que la sortida fos potser menys tortuosa, mentre que sens dubte les dificultats s'haurien alleujat amb subministraments mèdics, menjar i roba llançats per aire. Els membres de S&R han pujat en paracaigudes a les tripulacions perdudes per proporcionar ajuda mèdica i assistència a la sortida. Com a resultat directe del treball de la unitat, el percentatge de personal estalviat va augmentar de manera constant i amb ell la confiança i seguretat de les tripulacions de vol ICD.. | » |

## Resum estadístic d'operacions
Les operacions de l'ATC van representar 685.304 tones brutes de càrrega transportades cap a l'est durant les hostilitats, incloses 392.362 tones de gasolina i petroli, amb gairebé el 60% d'aquest total lliurat el 1945. Els avions ATC van fer 156.977 viatges cap a l'est entre l'1 de desembre de 1943 i l'agost de 1943 i els 1945. 373 avions. Encara que complementat per l'obertura de la xarxa de Ledo Road el gener de 1945 i per la reconquesta de Rangún, el tonatge total del pont aeri de 650.000 tones netes va eclipsar el de la carretera de Ledo (147.000 tones). A més de la càrrega, es van transportar 33.400 persones, en una o ambdues direccions.
Els pilots de la CNAC van fer una contribució clau a les operacions de vol entre l'Índia i la Xina. Entre 1942 i 1945, els xinesos van rebre 100 avions de transport dels Estats Units: 77 C-47 i 23 C-46. De les eventuals 776.532 tones brutes i aproximadament 650.000 tones netes transportades per la gepa, els pilots de la CNAC van representar 75.000 tones (aproximadament el 12%). El pont aeri Índia-Xina va continuar més enllà del final de la guerra. Les missions finals de l'ICD, realitzades després de la marxa de la majoria de les seves organitzacions adscrites, van ser el transport de 47.000 personal nord-americà a l'oest per The Hump des de la Xina fins a Karachi per tornar als Estats Units.
La força màxima d'aeronaus de la Divisió Índia-Xina, ATC (31 de juliol de 1945) va ser de 640 avions: 230 C-46, 167 C-47, 132 C-54, 67 C-87/C-109, 33 B -25, 10 L-5 i 1 B-24.
L'informe final del general Tunner va declarar que el pont aeri va "gastar" 594 avions. Almenys 468 avions nord-americans i 41 CNAC es van perdre per totes les causes, amb la mort de 1.314 tripulants i passatgers. A més, mai es van comptabilitzar 81 aeronaus més, amb els seus 345 membres desapareguts. Altres 1.200 membres havien estat rescatats o havien tornat a la base pel seu compte.
El resum final del temps de vol registrat al pont aeri va ascendir a 1,5 milions d'hores. L'operació de transbordador Índia-Xina va ser el pont aeri estratègic més gran i estès (en volum de càrrega transportada aèria) de la història de l'aviació fins que va ser superada el 1949 pel pont aeri de Berlín, una operació també comandada pel general Tunner. Tunner, escrivint a Over the Hump, va descriure la importància del pont aeri Índia-Xina:
| « | Una vegada que el pont aeri es va posar en marxa, cada gota de combustible, cada arma i cada ronda de municions, i el 100 per cent de subministraments tan diversos com paper carbó i racions C, tots els articles utilitzats per les forces nord-americanes a la Xina van ser transportats per transport aeri. Mai en la història del transport cap comunitat havia rebut una proporció tan gran de les seves necessitats per via aèria, fins i tot al cor de la civilització sobre un terreny amigable... Després de la Gepa, els que havíem desenvolupat una experiència en transport aeri sabíem que podríem volar a qualsevol lloc en qualsevol moment. | » |

Del 1942 al 1944, el 98 per cent de tots els préstecs dels Estats Units a la Xina van anar directament a les unitats de l'exèrcit nord-americà a la Xina, no a l'exèrcit xinès.

## Participants notables del pont aeri de la Gepa
Entre les persones notables implicades en el pont aeri de Hump i les seves carreres posteriors s'inclouen:
- Maj. Gen. Barry Goldwater , pilot i instructor de vol, després senador dels Estats Units i candidat a la presidència
- Col. Harry L. "Red" Clark (antic gerent de vol de l'àrea oriental d'American Airlines i vicepresident de vol de Seaboard World Airlines), comandant del 1st Ferrying Group[189][190]
- Col. Robert L. Scott, Jr., pilot i oficial al comandament
- Col. Merian C. Cooper (productor de pel·lícules), oficial d'enllaç
- Col. James H. Douglas, Jr. (secretari de la Força Aèria), membre del personal de l'ATC
- Lt. Col. Robert S. McNamara (executiu corporatiu, secretari de Defensa), analista de programació de l'operació "Reverse Hump"
- Lt. Col. Thomas Watson Jr. (executiu corporatiu, director general d'IBM, ambaixador a la Unió Soviètica)[191]
- Lt. Col. Reserves Erik Meidell Jr. (pilot del pont aeri de Berlín,[192] com a pilot de United Airlines va pilotar el rei Olav V de Noruega en la seva visita d'estat el 1969 als Estats Units), pilot del C-46
- Lt. Col. Lloyd H. Aronson, Pilot.[193] Va salvar una noia xinesa d'una pneumònia després que el seu avió es va veure obligat a aterrar a l'oest de la Xina.[194][195] Més tard va volar el pont aeri de Berlín i va treballar per a la NASA.
- Maj. Floyd Shaw "Buckley" Benjamin Jr. (Pilot TE(1051) i 4E(1024) (P); B-24, B-25, C-47, C-54.), 1596è (2n GP d'estrangers) (Ferrying Div, ATC) New Castle Army Air Field, Wilmington, Del.
- Maj. Arthur Chin, as de combat xinès-nord-americà, un dels pilots voluntaris originals per unir-se a la guerra contra el Japó imperial [196]
- Maj. Ernest K. Gann (autor), pilot instructor del C-87
- Capt. Jack Narz, pilot del C-46
- Capt. Walter G. Hughen, destacat pilot comercial civil AA reclutat com a comandant en les primeres etapes de l'operació
- Capt. Larry Clinton (líder de la banda), instructor de vol 1343a Unitat Base
- Capt. Richard E. Cole (participant al Raid de Doolittle), pilot del 6è Esquadró de Ferry (1r Grup de Ferry )[bg]
- Lt. Ralph Knudtsen, (CA Steel Industrialist) pilot del C-47, oficial al comandament, receptor del Cor Púrpura, més de 300 missions i abatut a Birmània, ferit al cap
- Capt. Edgar E. McElroy (Doolittle Raider), pilot del C-47
- Captain Frank Kingdon-Ward (botànic), soldat britànic reclutat per localitzar els llocs de l'accident
- Captain Lawrence D. Edmonson (psicòleg, més tard pilot privat de tota la vida fins als 88 anys), pilot C-46/C-47
- Lt. Jerry Disharoon  (coronel de la USAF), pilot C-46/C-47
- 2d Lt. Theodore F. Stevens (senador dels Estats Units), pilot C-47/C-46
- 2d Lt. George Olesen (dibuixant), pilot del B-24 7th Bomb Group
- Lt. Beryl Clark (jugador de la NFL), pilot del C-109 1347th Base Unit [198]
- Lt. Bruce Sundlun (governador de Rhode Island), pilot del C-54
- F/O. Gene Autry (estrella de televisió i cinema), pilot del C-109
- F/O Vernon Martin (jugador de la NFL), pilot del C-109 1347th Base Unit [198]
- T/Sgt. Tony Martin (entertainer), , intèrpret de serveis especials  [bh]
- S/Sgt. Leonard Pennario (pianista de concert), reclutat a la troupe de Martin
- Roy Farrell i Sydney de Kantzow (cofundadors de Cathay Pacific Airways), pilots de la CNAC [200]
- David Elvin Nelson (1920–2022), Santa Rosa, California, Califòrnia, pilot supervivent i últim fundador supervivent del Museu Marítim de San Francisco[201]
- LT COL W.E. Yeates, membre fundador del Veterans Memorial Museum a Laurel, MS

### Pàgines web
- American Aircraft of World War Two. «Curtiss Commando».   century-of-flight.net, 28-04-2006. Arxivat de l'original el 19 August 2009. [Consulta: 12 agost 2011].
- Baugher, Joe. «Consolidated C-109».   private site, 15-08-1999. Arxivat de l'original el March 4, 2009. (retrieved with the Wayback archive)
- Goebel, Greg. «Curtiss C-46 Commando».   private web site, 01-01-2002. [Consulta: 12 agost 2011].
- «2nd Air Transport Squadron (Mobile)». CBI Order of Battle Lineages and History.   cbi-history.com, 04-09-2010. Arxivat de l'original el 31 de maig 2022. [Consulta: 12 agost 2011].
- «Transport Units». CBI Order of Battle Lineages and History.   cbi-history.com, 10-06-2011. Arxivat de l'original el 9 de juliol 2023. [Consulta: 12 agost 2011].
- Kline, David R. «The Wartime Years of Dayne Kline». archived from the Benton News (Benton, Pennsylvania).
- Leeuw, Ruud. «Background Information / Curtiss C-46 Commando».   private site, 01-11-2008. [Consulta: 12 agost 2011]. credits:

### Diaris contemporanis
- Staff «Hump's Worst Weather Bats Planes About». , 25-01-1945.
- Staff «Flout Enemy to Evacuate Suichwan». , 15-02-1945.
- Staff «'Sylvester's Circus' Makes Records In Three Theaters». , 23-02-1945.
- Staff «Flying Safety Officers launch Intensified Drive». , 15-03-1945.
- Staff «Trojan Run Takes C-54 Over Hump Twice Gaily». , 12-04-1945.
- Staff «Lawrence new CG». , 15-11-1945.
- Staff «Blackie's Gang' Instills Confidence in Air Crews». , 15-11-1945.